# ティグレ紛争
ティグレ紛争（ティグレふんそう、ティグリニャ語: ውግእ ትግራይ、アムハラ語: ትግራይ ጦርነት）とは、 エチオピア北部のティグレ州において2020年11月3日に開始され、2022年11月3日に双方が停戦に合意した、エチオピア各州や北隣のエリトリアを巻き込んだ内戦である。
この紛争の損失は成長期待の低下と経済的損失を合わせて287億ドルと見積もられており、一部の研究者は第二次世界大戦以来、最悪な紛争だと表現した。紛争の影響はエチオピア国内の様々な場所や、周辺国のエリトリアやソマリアなどにも及んでいる。
エチオピア連邦統一軍事戦線（UFEFCF）と連邦政府の両勢力、特にその中でもエチオピア国防軍（ENDF、エチオピア軍）、エリトリア防衛軍（EDF、エリトリア軍）、ティグレ防衛軍（TDF、ティグレ軍）は数多くの戦争犯罪を犯しており、開戦以来、深刻な人道的危機が続いていた。
2019年、アビィ・アハメド首相はそれまで民族連邦主義的な体制を取っていたエチオピアの中央集権化を進めるため、エチオピア人民革命民主戦線（EPRDF）所属の民族政党と、一部の野党を合流させ、新たに繁栄党を結成した。しかし、一党支配体制によって27年間エチオピアの国政を支配してきたティグレ人民解放戦線（TPLF）は新党への合流を拒否した。その後TPLFは、2020年8月29日に予定されていた総選挙がCOVID-19のパンデミックを理由に2021年に延期されたことを根拠として、アビィ・アハメドが首相であり続けることは違法だと主張する。さらにデブレツィオン・ゲブレミカエル議長率いるTPLFは2020年9月、連邦政府に無断でティグレ州地方議会選挙を実施、これに対し連邦政府は選挙を違法と宣言した。
エリトリア軍、アムハラ州などが動員を進める中で、戦闘は2020年11月3日に開始された。連邦政府は北部における拠点がTPLFの部隊に攻撃されたことを根拠として、ティグレ州への侵攻を開始、11月28日には州都メケレを占領し、「作戦終了」を宣言する。対するTPLFは11月下旬、「侵略者」を撃退するまで戦闘を継続すると宣言した。その後ティグレ防衛軍として再編されたTPLFの部隊はゲリラ戦を展開し、2021年6月28日にメケレを奪還する。2021年11月にはTPLFは他勢力と同盟を組み、アディスアベバに進軍するも連邦政府に反撃された。2022年11月、アフリカ連合（AU）仲介で連邦政府とTPLFは停戦に合意した。
開戦以来、各地で一般市民に対する超法規的殺人が行われ、少なくとも10,000人が死亡している。中でも2020年11月、12月に発生したアディグラト 、ハゲレ・セラム、ヒツァツ難民キャンプ、ヒメラ、マイ・カドル、デブレ・アベイ虐殺、アクスムにおけるものは特に深刻である。戦時性暴力も多発しており、8歳の少女や、72歳の女性でさえ、家族の前で強姦されている。

## 背景

### 歴史的、政治的背景

#### TPLFのEPRDF内の掌握
1974年から始まったエチオピア内戦の時、ティグレ人主体のティグレ人民解放戦線（TPLF）はオロモ解放戦線などの民族組織を「民族自決」と掲げて協力関係にして、勢力内で中心的な役割を果たした。そのため、民族政党の連合「エチオピア人民革命民主戦線」（EPRDF）の創設に深く関わることになり、連合内部で大きな影響力を発揮した。
1991年に内戦が終結すると、エチオピアはEPRDFによる一党優位政党制を採った。EPRDFは民族連邦主義的な政策を採り、1994年憲法で前政権時代からの中央集権国家を大きく作り替えた。政権についた後もティグレ人が支配的な状況は続き、2012年に亡くなるまでメレス・ゼナウィ議長は長く首相を務めていた。その他の政権要職の大半もティグレ人が占めていた。

#### アビィ・アハメドの議長就任
メレス・ゼナウィの死後、ウォライタ人のハイレマリアム・デサレンが首相に就任した。しかし、各地で反政府デモが激化し2018年2月には辞任を表明した。EPRDFの議長を決める非公開選挙においてTPLFはシフェロフ・シグテを議長に選出しようとしたが、アムハラ州、オロミア州、南部諸民族州などの代表の反対に遭い、結果、アビィ・アハメドが議長に選出された。アビィ・アハメドはオロモ人であり、また母と配偶者はアムハラ人であるため、民族の偏りが少ないと期待された。
2018年4月2日、27年もの間政府を支配してきたTPLFは、国民の独裁への不満が高まる中で権力の座を降りた。選挙に敗北し失脚したTPLFの党員はティグレ州に逃れ、以降3年間連邦政府との対立姿勢を続ける。エチオピア連邦警察が国家情報安全保障局（NISS）の元トップでTPLFの執行委員でもあるゲタチェウ・アセファを逮捕しようとしたところ、ティグレ州政府が引き渡しを拒否したという事例も報告されている。

#### 緊張の激化
アビィ・アハメド首相は2019年12月1日、EPRDF所属の民族政党および一部の野党を統合し繁栄党を結成したが、TPLFは新党への参加を拒否した。さらに2020年8月29日に予定されていた総選挙がCOVID-19のパンデミックを理由に2021年に延期されたことを根拠として、アビィ・アハメドが首相であり続けることは違法だと主張した。
アビィ政権は選挙の民主化や、腐敗したティグレ人官僚の摘発などを進め、連邦政府とTPLFとの対立は激化した。少数派であるティグレ族のが損なわれるというのが大きな理由であるとされる。また民主化を進めたことで、他の民族も政権への批判を始め、民族系武装集団が復活した。アビィ政権はオロモ人との対立にも直面した。オロモ人社会は連邦政府への支持をするかそうしないかで分断されている。
アビィ首相はエリトリアの独裁者イサイアス・アフェウェルキ大統領（TPLFと敵対）との間で融和外交を進めており、このことも緊張を煽ったと考えられている。

### 憲法における規定
1995年のエチオピア憲法の第39条1項では、「すべての州、民族、および人民は、脱退の権利をも含む、無条件の自己決定権を有する」とされている。一方で第62条9項では、連邦院に「憲法に違反する州ないし政府が憲法上の秩序を危険にさらす場合に、連邦は介入を行うことができる」との規定も存在する。
2020年9月下旬、TPLFは連邦院、人民代表院（HoPR）、首相、および大臣評議会（内閣に相当する組織）の任期が憲法上2020年10月5日までであることを根拠に、現在の政権は違憲であると主張した。この時TPLFを中心とする政党連合はFacebook上で、TPLFはアビィ政権を総辞職させ、暫定政府を設置するよう提案している。

## 予兆

### 緊張の激化
2020年、連邦政府とTPLFの間の緊張状態はさらに激化する。繁栄党のティグレ州支部は、この緊張状態はエリトリアの侵略を招く恐れがあると表明。また、TPLF強硬派は多民族組織と連立を組む構えを示した。さらにアビィ首相は、TPLFが政府に対して妨害を行っているとして非難した。その後TPLFは、9月にティグレ州議会選挙を強行するが（COVID-19の流行を理由に、連邦選挙委員会（NEBE）は選挙の延期を求めていた）、首相はこの選挙を違法と認定、これが紛争の原因の一つと考えられている。なお連邦政府はこの時、州議会選挙の取材を行おうとしたジャーナリストの取材を妨害している。

### 軍の派遣
メスフィン・ハゴス元エリトリア国防相によると、エチオピア軍の一部の部隊が、「TPLFを打倒する」計画のため、両国間の「安全保障協定の一環として」、エリトリアの首都アスマラ近郊にあるゲルゲラ基地に移送された。10月下旬、連邦政府とTPLFの間の仲介を行っているエチオピア和解委員会は、対話を拒否しているとして政府とTPLFの双方を非難した。エチオピア軍内部で緊張の激化に反対する人は、解雇されたり、強く尋問されたりした。 
緊張が高まり続ける中で首相はティグレ州の部隊に新たな司令官を任命したが、ティグレ州政府は新司令官の就任を拒否した。TPLFによる基地攻撃が行われる前日、連邦議会はTPLFをテロ組織として指定するよう提案した。 

## 紛争の経過

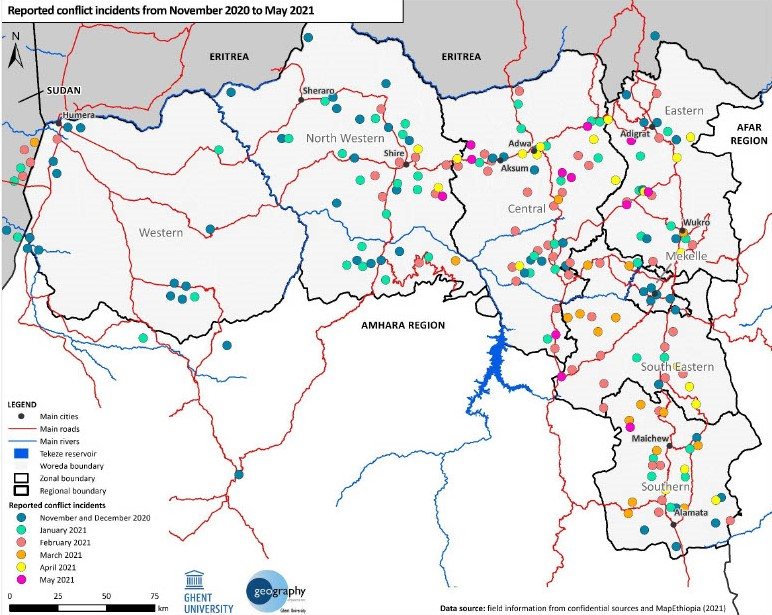
開戦から7か月間で行われた戦闘の一覧

### 開戦

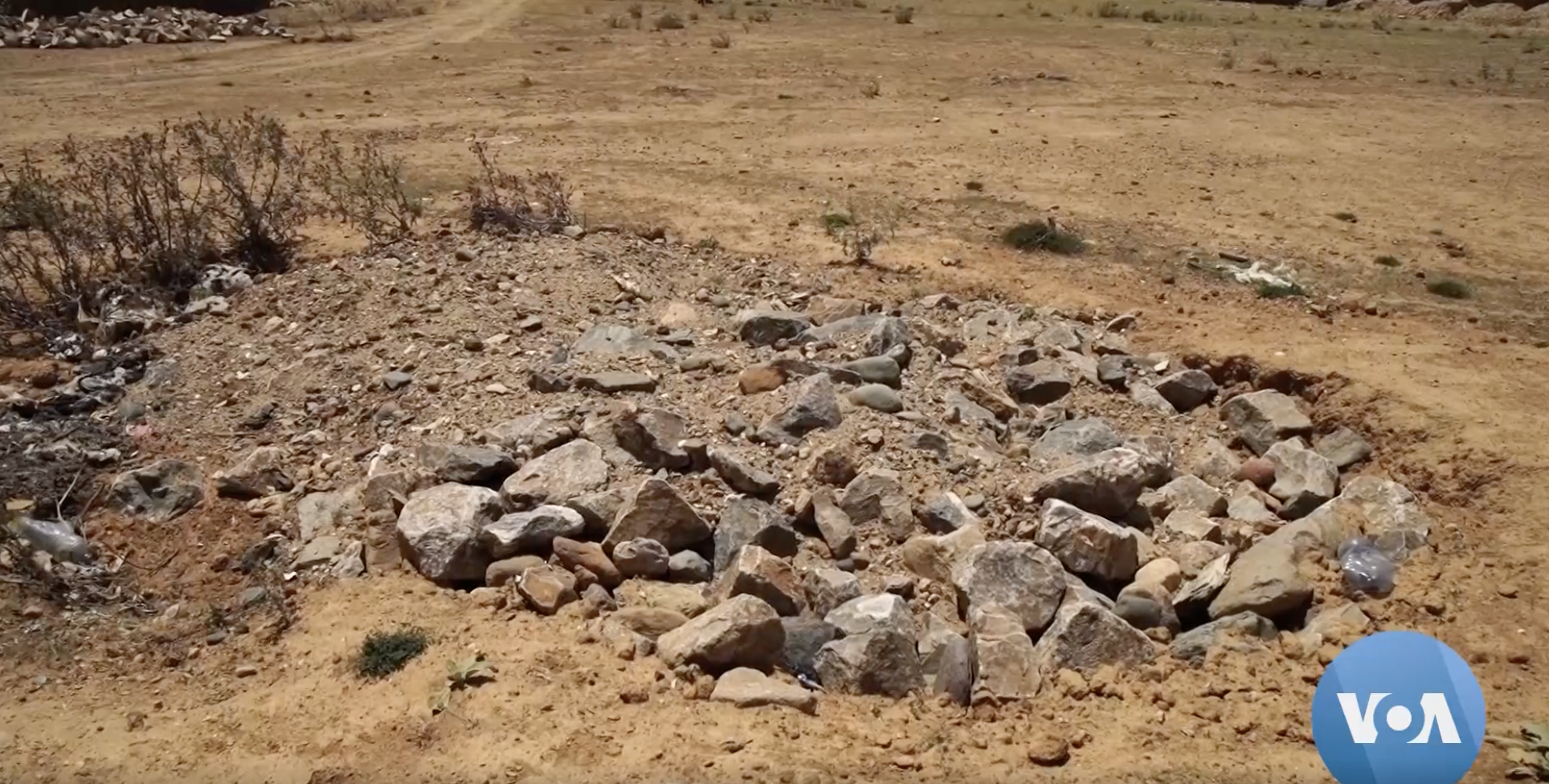
政府軍に虐殺された民間人の墓地

2020年11月3日、TPLFはエチオピア軍への攻撃を開始する。この時TPLFは、メケレのエチオピア軍司令部、ダンシャに位置する第5大隊の兵舎、およびその他の基地を攻撃した。数人の死者が出たこの攻撃について、TPLFは自衛目的だと主張した。
連邦政府はこの攻撃への報復として、ティグレ州への侵攻を開始。非常事態宣言を発令し、非常委員会を創設。さらにティグレ州における行政機構を停止した。その後数日間散発的に戦闘が続く中で、エチオピア議会はティグレ暫定政府の設立を宣言する。さらにエチオピア軍はティグレ州への空爆を行い、いくつかの町や都市を制圧した。

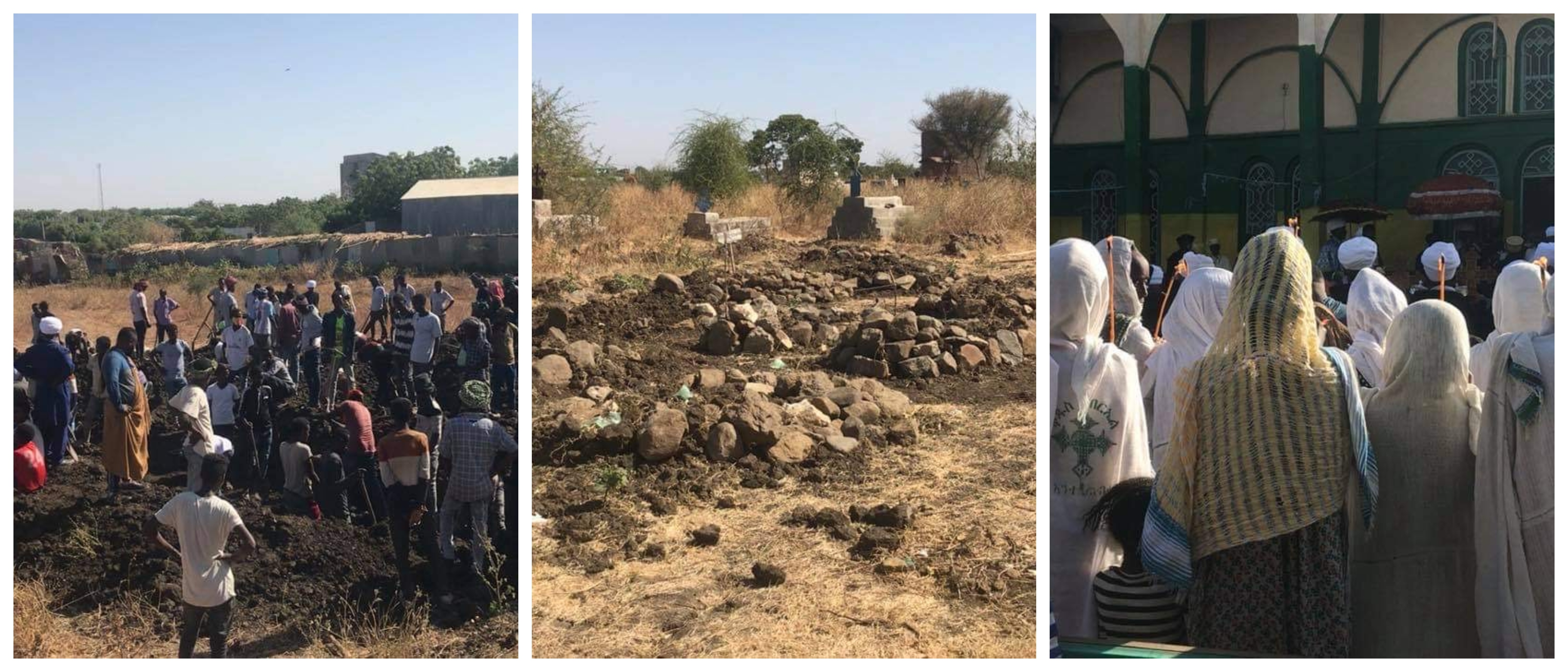
マイ・カドル虐殺の犠牲者のための集団墓地（中央）と犠牲者たちの葬儀（左と右）

アムネスティ・インターナショナル及びエチオピア人権委員会によると、2020年11月9日から10日の夜、マイ・カドルにおいてアムハラ人を中心とする600人の民間人が警察と民兵に虐殺されたと主張した（マイ・カドル虐殺）。一方で『フィナンシャルタイムズ』と『ロイター』の記者がインタビューした難民は、虐殺を行ったのはアムハラ民兵（ファノ）であり、犠牲者はティグレ人だと述べた。2日後、『デイリーテレグラフ』『ガーディアン』『ニューヨークタイムズ』の記者がインタビューした難民は、「FANOのメンバーを含むアムハラ人の民兵隊とエチオピア軍がフメラで20人のティグレ人を虐殺した」と述べた。フメラには11月9日から11日までの2日間にわたり砲撃が行われ、11月12日、フメラはエチオピア軍に占領された。
エチオピア軍、アムハラ民兵、エリトリア軍によるティグレ州への攻撃では、アラブ首長国連邦（UAE）がエリトリアのアッサブにある基地から発射した、無人戦闘攻撃機の翼竜を用いた爆撃が行われた。
2020年11月13日の深夜、TPLFはバハルダール、ゴンダールの空港へミサイルを発射。さらに2020年11月14日、エリトリアの首都アスマラにもミサイル発射を行った。ただし、この攻撃は失敗している。ティグレ政府は一連の攻撃について、連邦政府が空爆を行う拠点を破壊することが目的であると主張した。

#### エチオピア軍のメケレ制圧
2020年11月17日、連邦政府はTPLFがメケレにつながる4つの主要な橋を爆破したとして非難したが、TPLFはこれを否定した。 11月17日から19日までの間に、エチオピア軍はラヤ・アゼボ、シャイヤ、アラマタ、アドワ、アクスムなどを占領し、Rayaにおける戦闘では両軍合わせて推定760人の死傷者が出た。ザランベッサにおいてエチオピア軍とTPLF軍の戦闘が続く中で、エチオピア軍はアディグラートへの進軍を開始。また、Adi Quala、ザランベッサ、Taruna、Ali Tina、Wadqomdiおよびバドメにおいて、TPLFとエリトリア防衛軍（EDF）の戦闘が行われた。

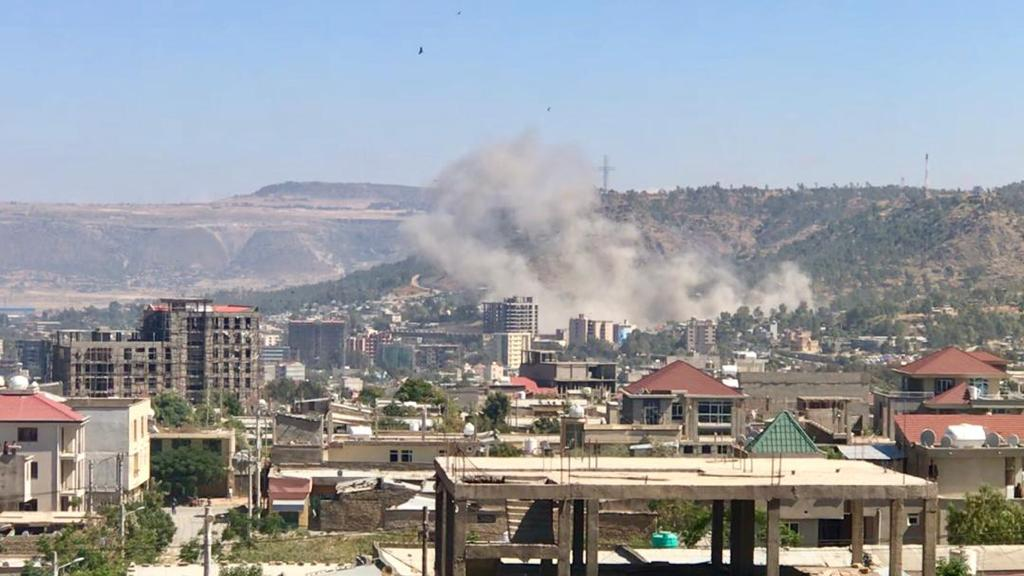
メケレへの空襲

11月23日、エチオピア軍は州都メケレに到達、都市を包囲する。エチオピアの軍報道官デジェン・ツェガエ大佐は、メケレへの砲撃を行うと宣言し、市民に対し都市から避難するよう勧告した。一部の住民は空爆から逃れて既に市を離れていたが、それでも未だかなりの数の住民が市内に残っていた。
TPLFの指導者や、TPLFの部隊、民兵隊が既に都市を離れていたにもかかわらず、11月28日の朝にエチオピア軍はメケレへの攻撃を開始し、市街地に激しい砲撃を行った。夕方にはアビィ首相により都市の制圧宣言がなされ、この戦いで合計27人の民間人が死亡、100人が負傷した。この時、TPLFは戦いの継続を宣言した。2日後、アビィ首相はエチオピア軍の攻撃による民間人への被害を否定した。
2021年1月14日、セヨム・メスフィン前外務大臣を含むTPLF幹部5人がエチオピア軍に殺害され、TPLF側の元軍人5人も拘束された。

### TDFのゲリラ作戦

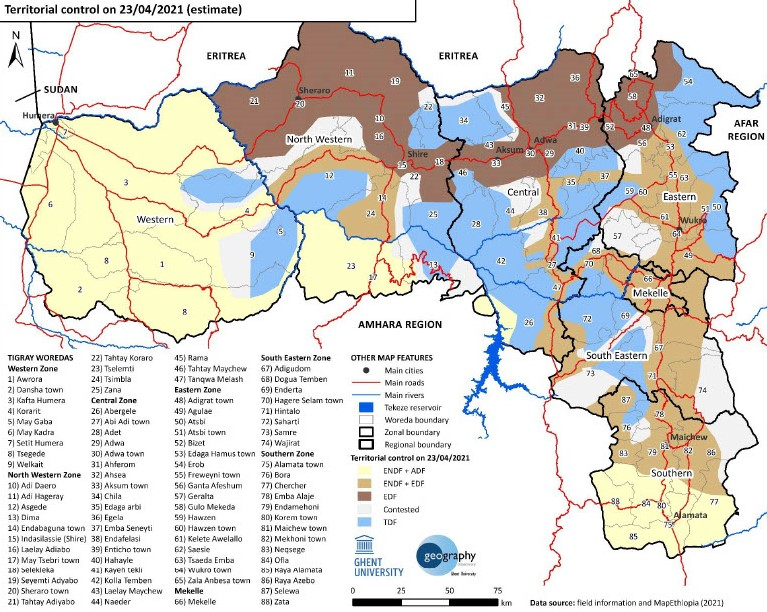
2021年4月23日時点での両勢力の支配地域。水色で塗り分けられた場所がTPLF、薄橙色がエチオピア軍、茶色がエリトリア軍、薄茶色がエチオピア軍とエリトリア軍の共同支配地域。

エチオピア軍によるメケレなどの主要都市の制圧後、TPLF側の部隊はティグレ州の山岳地帯に集結し、ティグレ防衛隊（TDF）として再編された。TDFは非TPLFのティグレ人も含まれている。さらにTDFはティグレ州の農村部において地歩を確立していった。その後、TDFは山岳地帯においてエチオピア軍などに対するゲリラ作戦を開始し、12月中旬までに、Hagere Selam、Samre、Dogu'a、Kola Tembien、May Tsemre、Maychewなどで戦闘が発生した。この間、エチオピア軍、エリトリア軍は支配地域内で夜間外出禁止令を発令している。また、ある町では200人以上が殺され、町は破壊されたが、連邦政府は事件への関与を否定した。

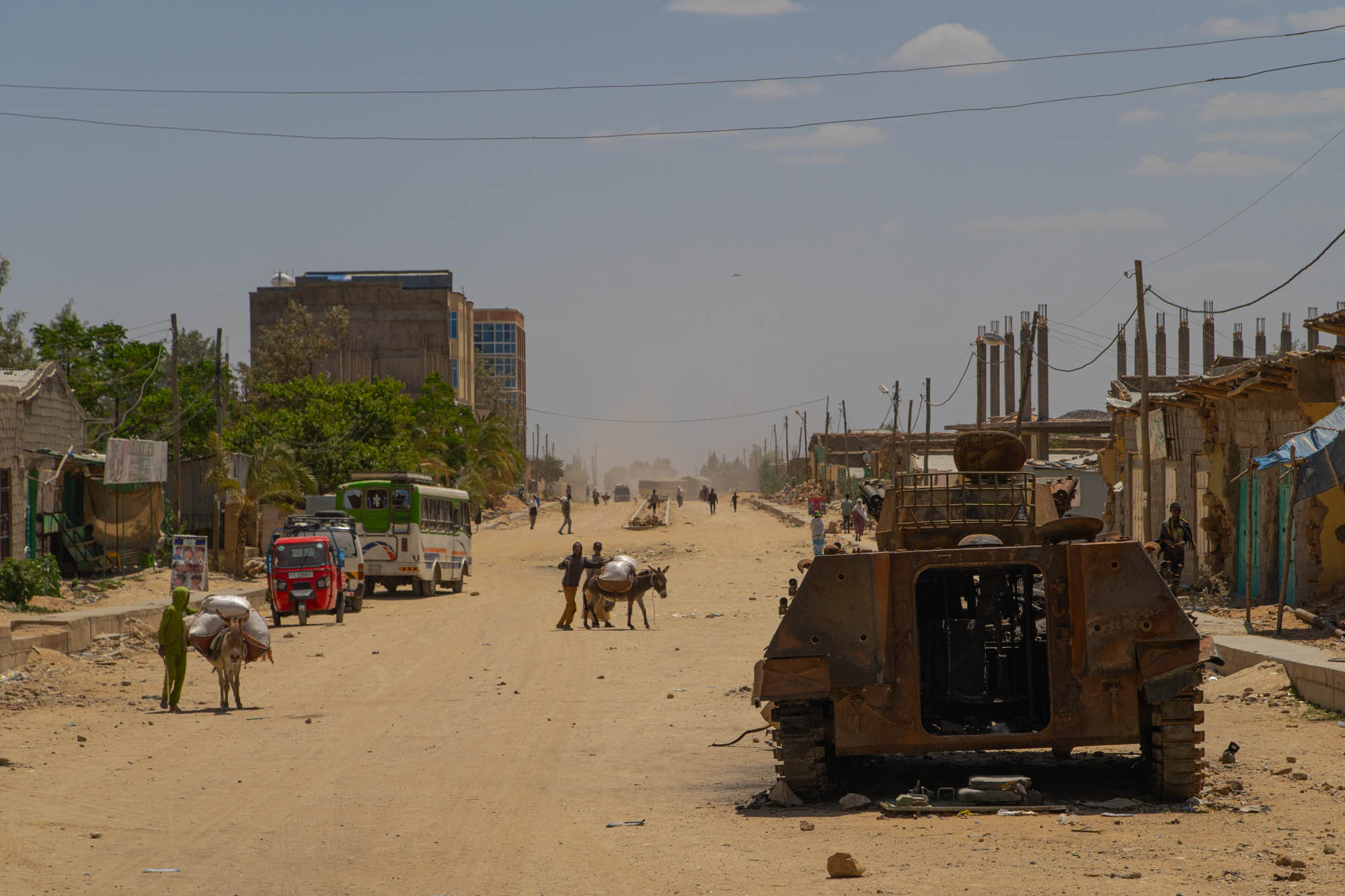
Hawsenの街道上で破壊された装甲車両（2021年6月6日）

緒戦においてエチオピア軍とエリトリア軍はTPLFに勝利を収めたが、その勝利は決定的なものとならなかった。TPLFの部隊はTDFとして再編され、戦闘はさらに激化した。2021年1月下旬、緒戦において甚大な損害を受けたにも関わらず、TDFは各地でエチオピア軍への攻撃を強化していた。メケレ周辺でも戦闘が発生し、エチオピア軍の部隊は各地からメケレへと撤退した。中には山岳地帯への攻撃を拒否したエチオピア軍将校も現れている。この時期の戦闘の中で最も激しいものは、2月中旬にメケレ南西40kmの小さな町サムレで起こった戦闘である。この戦闘では、数千のエチオピア軍が砲兵、戦車、空爆を投入し、TDFの陣地を攻撃した。また、『ガーディアン』は2021年4月下旬頃、同じ地域で新たな戦闘があったと報じている。
2021年4月時点で、TDFはティグレ州の中部と南部、および東部と南東部の一部を支配しており、一方のエチオピア軍は主要道路と都市部を支配していた。アムハラ州の部隊とエリトリア軍も、それぞれティグレ州の西部と北部の一部を支配していた。戦いは膠着状態に陥り、双方が長期戦への備えを進めた。両勢力ともに決定的な勝利を望んでいたが、いずれも十分な戦力を有していなかった。TDFはティグレ州の各地で兵を募り、兵力を増大させた。また、TDFは自治を求める住民の強い支持を得ており、消耗戦を行うことができた。そして、エチオピア軍の包囲下にあるにも関わらずTDFが激しい抵抗を続けたことで、住民の支持はさらに強くなっていった。ティグレ人の多くがエチオピアからの独立を支持するようになったのもこの時期である。このことは、隣接するアムハラ州とティグレ州との間で対立が激化する原因ともなった。

### 虐殺と人道危機

#### TPLFとエチオピア軍
2021年1月9日、エチオピアTVは、Hitsats難民キャンプにいた300人の難民がTPLFによって虐殺されたと報じた。ある難民によると、2020年11月、TPLFの部隊が数週間にわたりHitsatsを基地として使用しており、この時、食糧を得るためキャンプを離れようとした数人の難民を殺害、さらにエリトリア軍の攻撃に対する報復として、9人のエリトリア人男性を殺害した。2021年2月18日には、所属不明の民兵がAdi Mesinoでバスを待ち伏せし、6人を殺害、10人を負傷させた。
2021年5月6日、エチオピアの人民代表院はTPLFをテロ組織に指定した。司法長官の声明によると、5月21日、エチオピアの軍事裁判所は強姦を行った3人の兵士を有罪とし、さらにティグレ州で民間人を殺害した疑いのある28人の兵士と、性的暴行を行った疑いのある25人の兵士を起訴した。またこの時、ティグレ州での2件の虐殺が行われたと認定された。その2件とは、2020年11月初頭にエチオピア軍が229人の民間人を殺害したものと、11月27日、28日にエリトリア軍がアクスムで110人の民間人を殺害したものである。

#### エリトリア軍
2020年11月28日から29日にかけて、スーダンに逃れた難民らは、エリトリア軍が約720人～800人の民間人をアクスムで虐殺したと報告した。エリトリア政府はこの虐殺に関するアムネスティ・インターナショナルの報告は誤りだと主張し、さらにアムネスティがエリトリア政府への確認を取らずに発表を行ったことを非難した。エリトリア政府のコメントは次のようなものである。
「アムネスティには真実を究明しようという意思が欠けているようだ。彼らは我々に一切の事実確認を行わなかった。その上、『アクスム虐殺』なる事件についての彼らの発表の内容も（中略）二転三転している。」
TDFのゲリラ作戦により戦況が変化しつつあった2021年2月、国連の人道支援を指揮するマーク・ロウコックは、エチオピア側の支配地域の最大40％がエチオピア軍によって支配されておらず、その多くはエリトリア軍の支配下にあると述べた。
VICE World Newsが難民に行ったインタビューによると、エリトリア軍は少なくともメケレゾーンの一部を支配しており、おそらく実際の支配地域はさらに多いと考えられている。多くの難民がVICEの取材に対し、エリトリア軍が国境地域に侵入しただけでなく、その地域を支配していたと語った。メケレから逃れたある難民は、「戦いが始まって以来、エチオピア兵を一人も見ていない。あの地域を支配しているのはエリトリア軍だ」と語っている。
2021年6月16日、エチオピアの国連大使は、ティグレ州内のエリトリア軍は「すぐに撤退するだろう」と述べた。

### ティグレ軍の反攻

#### アルラ作戦

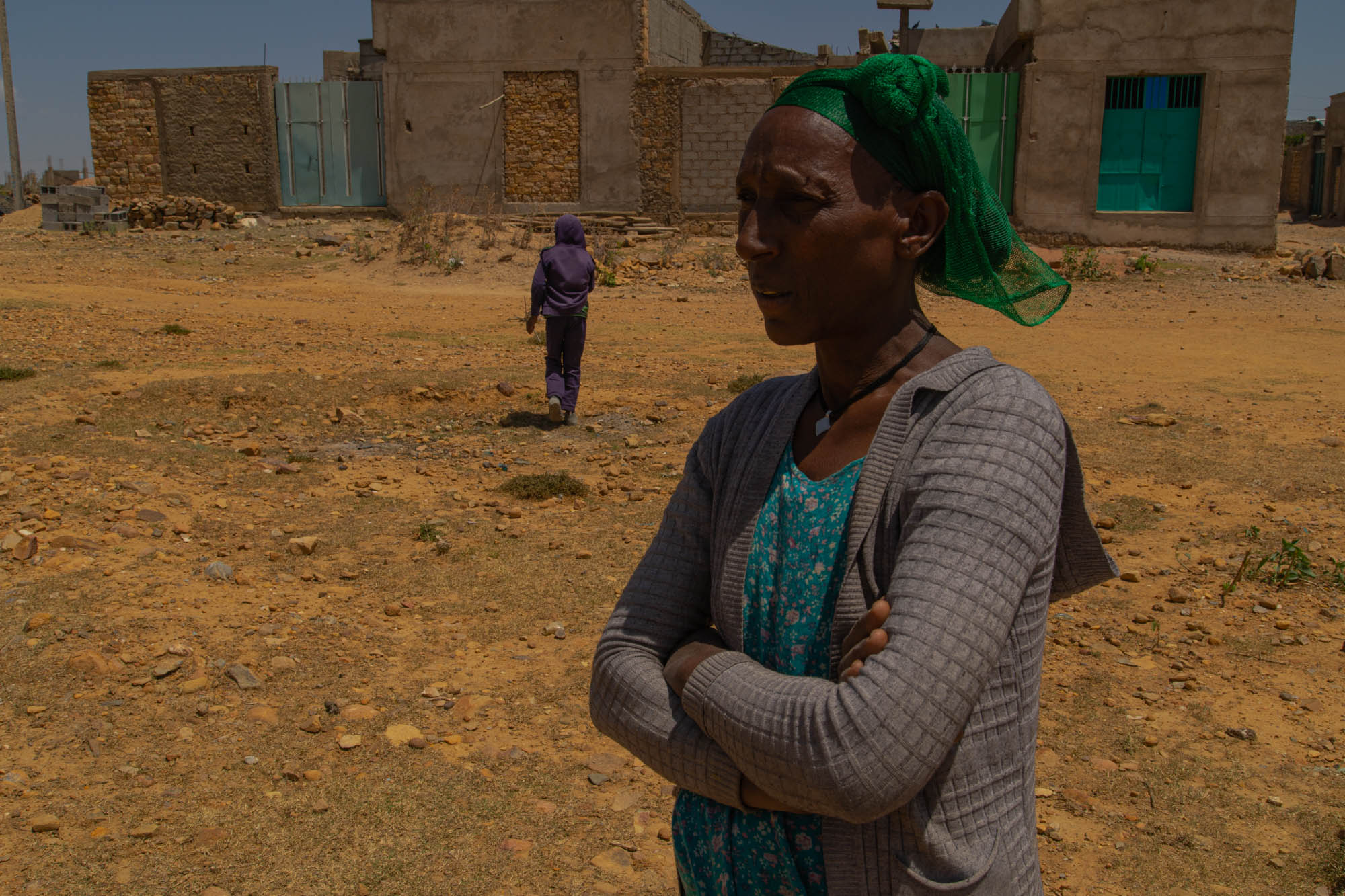
Letay Girmay（50歳）は「Hawzenの住民は町で行われた戦闘の後、多くの民間人の遺体を埋葬した」と語った。

2021年6月22日、エチオピア軍の輸送機をSamreの上空で撃墜したことを皮切りに、TDFの反攻が開始された。2021年6月28日、TDFは州都メケレを奪還、市民たちはTDFの勝利を大いに祝った。この時エチオピア軍の部隊や警察、行政官らはTDFの攻撃が始まる前に市から脱出している。TDFの州都奪還の直後、連邦政府は一方的に「人道的停戦」を宣言した。この宣言についてBBCニュースの記者ビビエンヌ・ヌニスは「アディスアベバの政府は、敗北を『人道的停戦』によって覆い隠そうとしている」と報じた。

2021年6月29日、エチオピア軍に対する追撃を続けるTDFは、必要となればアムハラ州、さらにはエリトリアにも進出することと、メケレはTDFの支配下にあることを宣言した。2021年6月30日、TDFはメケレの北西140kmに位置する、エリトリア軍が放棄した街Shireを奪還した。国際危機グループ（ICG）の発表によれば、この時点でTDFはティグレ州のほぼ全域を支配していた。連邦政府は6月30日、必要となれば3週間以内にメケレを再占領できると発表した。また、同じ発表の中で連邦政府は、全てのエリトリア軍がこの地域から撤退したと述べたが、これについてエリトリア政府はコメントしていない。

2021年7月、TDFはティグレ州に隣接するアムハラ州・アファール州に進軍した

2021年7月6日、TPLFは、アムハラ州の部隊に占領されたティグレ州西部を奪還するため、動員を開始した。さらにTDFは7月12日に攻撃を開始し、アラマタとKoremの町を含む、ティグレ州南部を制圧した。その後TDFはTekezé川を渡って西方へ進撃し、Tselemti地区のMai Tsebriを占領した。この時アムハラ州の当局は、民兵に対し動員令を発令した。TDFが急速に支配地域を拡大する中で、アビィ首相は「TPLFがこれ以上戦いを継続するならば、徹底的な報復を行う」旨を宣言した。『タイムズ』はこの宣言について、「ジェノサイドの恐れがある」と報じた。首相はさらにエチオピアの他の州に対し、州の特殊部隊を動員するよう呼びかけた。この要請を受け、オロミア州、シダマ州、南部諸民族州が動員を行った。
TDFはさらにアファール州にも侵入し、これに対してベニシャングル・グムズ州、ガンベラ州、ハラリ州、ソマリ州が連邦政府側で参戦した。アファール西部での激しい戦闘により、54,000人以上が避難した。また、TDFはこの地域の3つの地区を占領したと報じられた。
TPLFはアファール州への侵攻について、エチオピア軍の部隊の追撃のみを目的にしたものだと主張している。一方で専門家は、TDFの目的は、首都アディスアベバとジブチを結ぶ重要な交易路、国道A1号線を切断することだと考えている。これは、エチオピアが輸入する石油のほとんどがこの道路を通るためである。さらにTDFがアムハラ州の2つの地区を占領したことを受け、アムハラ州のトップAgegnehu Teshagerは、州内の武装している市民全てに対し動員令を発令した。また、同様の呼びかけがアファール州でも行われた。一方、Weldiya市はTDFに包囲され、8月12日に同市は占領された。
2021年8月4日、アガウ人の一部はアムハラ州からの独立を宣言し、アガウ解放戦線（ALF）を結成した。その翌日、TDFはラリベラを占領する。8月9日、ユニセフの常務理事ヘンリエッタ・フォアは、アファール州の医療施設や学校で避難民の家族への攻撃が行われ、100人の子供を含む200人以上が殺害されたことについて、懸念を表明した。
8月11日、TDFとオロモ解放軍（OLA）は、アビィ・アハメド政権を打倒するための同盟を結成し、さらに「大連立」を確立するため、他の反政府勢力グループとの協議を進めていると発表した。TDFがアムハラ州への侵攻を進める中で、州内の多くの都市で夜間外出禁止令が発令された。

### エチオピア軍の全面攻勢

#### 停戦の破棄
2021年9月9日、連邦政府はアファール州においてTDFの部隊を撃破し、大損害を与えたと主張した。これに対しTPLFのスポークスマンGetachew Redaは、アファール州にいたTDFの部隊はアムハラ州の前線に再配置されており、現地で戦闘は行われていないと主張している。9月30日、ティグレ州への人道支援を妨害してきた連邦政府は、現地の国連職員を「内政干渉」であるとして追放し、72時間以内の国外退去を求めた。この攻勢により、6月の一方的な停戦宣言は事実上破棄された。
2021年10月8日、TPLFのスポークスマンGetachew Redaは、エチオピア空軍（ETAF）による空爆がアムハラ州のWollo北部およびGondar北部、Wegeltena、Wurgessa、Haroの町周辺のTDFの陣地に対し、開始されたと述べた。彼はまた「エチオピア軍が各地で大軍を集結させている」とも述べた。一方の連邦政府とアムハラ州政府はこの発表に対しコメントしていない。10月11日、エチオピア軍は戦車、ヘリコプター、重砲、戦闘機、無人機などを投入し、TDFに対する全戦線での攻勢を開始した。TDF司令部のツァドカン・ゲブレタンザエ将軍は、双方が数ヶ月間攻撃の準備をしていたと述べ、この戦闘は「決戦」であると述べた。

#### 飢餓と攻勢の失敗
攻勢によりティグレ州での飢餓はさらに深刻化することが予測されていたが、連邦政府は支援物資の封鎖を続けた。ケニアの大統領ケニヤッタはこの状況について懸念を表明し、また、アメリカ合衆国国務長官アントニー・ブリンケンはアフリカ連合（AU）の特使である元ナイジェリア大統領オバサンジョとの間で、エチオピアの和平に向けた協議を行った。
10月13日、Getachewはこの攻勢によりエチオピア軍は「膨大な」犠牲者を出していると主張した。彼はまた、TDFはWeldiyaの近郊に進出しており、さらにアファール州での戦闘も再開され、Awra、Chifraの両地区で戦闘が行われていると発表した。また、ある人道支援活動家は、メケレから北東に71kmの地点に位置する町Berhaleにおいて、エリトリア軍とTDFの戦闘を目撃している。

### TDFの反攻、反政府勢力の合流、撤退

#### デセ陥落

2021年11月、TDFは南下しアディスアベバを目指した

10月30日、『ロイター』紙などはTDFの攻撃でデセが陥落したと報じた。しかしこの時点ではエチオピア軍は市内の防衛陣地を維持しており、市街では激しい戦闘が続いていた。10月31日、TDFはデセ東方12kmに位置する街、コムボルチャ市の攻略を主張した。この時、連邦政府はTDFが民間人100人を虐殺したという声明を発した。同日、アムハラ州政府は非常事態宣言を発令し、州内全域で外出が制限された。さらにこの時、コムボルチャ南方ではA2号線沿いの都市カミーセーがOLAの攻撃で陥落した。このA2号線とは、メケレとアディスアベバを結ぶ幹線道路である。カミーセー陥落後に行われた声明で、OLAはアディスアベバへの攻勢を示唆した。また、この時TDFはOLA支配地域に到達し、現地のOLA部隊と合流したとする発表を行った。一方この日、アディスアベバにおいて多数のティグレ人が拘束されたことが報じられた。

#### 国家非常事態宣言
11月2日、TDFの部隊が首都に迫る中で、連邦政府は6か月間の国家非常事態宣言を発令した。この宣言では、政権批判者に対する予告なしの拘束、外出制限、報道規制、全成人の動員などが規定されており、違反者は3年から10年間の実刑に処すとされた。さらにアディスアベバ市当局は、TDFによるアディスアベバ攻撃に備え、全市民に対して所持する武器の登録を要請した。またこの時、さらに4つの州でも動員令が発令された。TPLFとOLFの「大連立」の合意と戦略の調整が進められ、11月5日、TPLF、OLAなど9つの反政府組織は、アビィ政権打倒を目的とする「エチオピア連邦統一軍事戦線」を結成したと発表した。

#### 政府軍反攻開始、反政府組織の撤退

TDFの攻撃の後、エチオピア軍による反撃が行われた

11月22日、アビィ首相は自ら前線へ赴いて軍の指揮を執ると表明し、政府軍の反攻が開始された。12月6日には首都から約400キロ北東に位置する要衝、デセとコンボルチャを奪還したと発表した。
12月21日、TPLFのスポークスマン、ゲタチェウ・レダは隣接するアムハラ州、アファル州からの撤退を完了したとTwitter上で発表した。これに対し連邦政府の報道官は「TPLFはここ数週間で大きな敗北を喫しており、それを隠すために戦略的撤退を主張している」と指摘、さらにアムハラ州には依然としてTPLFの部隊が残存している地域があると述べた。
10月以降、州都メケレを含むティグレ州各地の市街地を標的としたエチオピア軍による空爆が増加しており、これまでに140人以上が死亡している。12月31日、TPLFのスポークスマンは「アビィ政権による空爆はティグレ州の日常となりつつある」と述べた。

### 二度目の「人道的停戦」、そして戦闘再開へ

#### 一方的停戦宣言
22年3月24日、連邦政府は「ティグレ州への人道支援のため」として停戦宣言を行った。しかし、この停戦宣言はTPLFとの合意に基づかない一方的なものであった。実際、『ブルームバーグ』紙はこの「停戦宣言」後にティグレ州方面へと北上するエチオピア軍の部隊について報じており、宣言の実効性には当初から疑いがもたれていた。TPLFはこの宣言に対し、「口約束ではなく実効性の伴う停戦となることを願う」との声明を発した。
「停戦宣言」後、それまで度々行われてきたティグレ州への空爆は停止され、WFPなどによる人道支援が可能となった。UNOCHAによれば、6月末までに86%のティグレ州住民が食料支援を受けることができたとされる。しかしながら、医薬品をはじめとする食料以外の物資は依然として行き渡っておらず、インターネット等の生活インフラも不安定な状況が続いていた。

#### 戦闘再開

停戦破棄後、エチオピア軍とエリトリア軍は北部と南部に進攻した

「停戦宣言」から5か月が経った8月24日、ティグレ州境付近の都市コボで戦闘が勃発した。双方が戦闘再開の原因を作ったとして相手方を非難しており、TPLFトップのデブレツィオン・ゲブレミカエルは「進行中の停戦プロセスが破綻した」とコメントした。
戦闘再開に際し、ティグレ州当局には、WFPが人道支援用に確保した50万リットル以上の燃料を接収した疑いがもたれている。WFPによる抗議に対し、ティグレ州当局は「無根拠な誹謗中傷」としてWFPを非難し、「接収したのではなく、以前『貸した』60万リットルの一部を取り返した」と回答した。
8月26日、ティグレ州の州都メケレが連邦政府軍によるものとみられる空爆を受けた。この空爆により少なくとも4人が死亡したほか、幼稚園も攻撃に巻き込まれ、2人の子供が死亡した。国連はこの攻撃について連邦政府を非難したが、対する連邦政府はこの攻撃が「軍事目標のみを標的とした攻撃」であったとして、民間人攻撃への関与を否定した。

### 2022年の停戦交渉・停戦調印式
2022年10月25日、AUの仲介に基づき南アフリカ共和国で停戦交渉が開始。双方が非難の応酬を繰り返したが、最終的に翌月2日、連邦政府とTPLF代表は停戦文書の調印を行った。AU側の特使であるオルシェグン・オバサンジョ（元ナイジェリア大統領）は、双方が敵対行為の停止に加え、組織的、秩序的、そして円滑かつ協調的な武装解除などに合意したと説明を行っている。また、合意には人道支援の再開や、エチオピア軍による道路通行停止の解除なども含まれている。

## 国外への影響

### スーダンへの影響

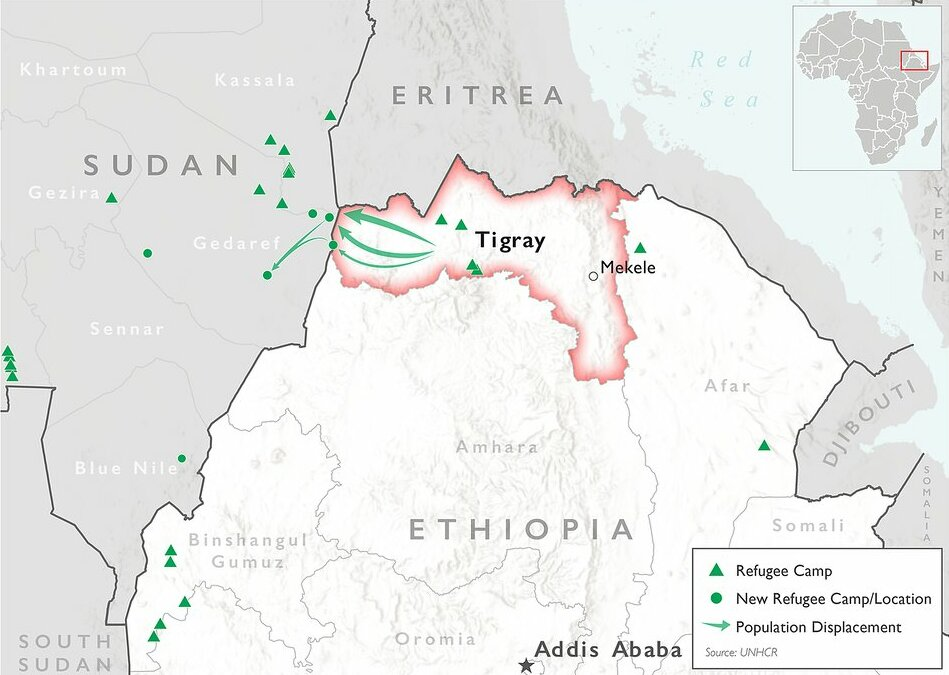
スーダンにある難民キャンプを表す地図

ティグレ紛争では数千人が死亡し、約44,000人がスーダンへと逃れた。2020年11月29日、連邦政府はTPLF議長デブレツィオンが南スーダンに逃れていると主張し、在南スーダンエチオピア大使を帰国させた。さらにエチオピアに駐在する南スーダンの外交官に対し、72時間以内の出国を命じた。12月になってエチオピア軍は警戒を強めてエチオピアからの入国が不可能になったため、難民はエリトリア経由でスーダンに入国するようになった。
12月15日、エチオピア・スーダン国境の近くで4人のスーダン兵士が殺害され、27人が負傷した。あるスーダン兵はエチオピア軍がスーダン軍の陣地に砲撃を行い、スーダン領内のJebel al-Teyyourへ侵入したと主張した。他の兵士は、攻撃者はアムハラ州の民兵であると主張した。一方連邦政府は、この衝突はスーダン民兵の襲撃に対する反撃であると主張している。
この事件を受け、スーダン政府はエチオピア国境に軍を展開した。軍事メディアはスーダンがJebel al-Teyyourを奪還したと報じた。 また、12月19日、スーダンのガダーレフ州におけるエチオピア軍占領地域をスーダン軍と即応支援隊が奪還したと報じた。

### ソマリアへの影響
2020年12月7日、AUの平和活動ミッションとハルガン地区のエチオピア軍との間で激しい戦闘が勃発した。エチオピア軍がティグレ人部隊を武装解除しようとしたことにより発生したこの戦闘により、合計21人のティグレ人兵士と、20人の他の民族の兵士が軍隊内の内紛で死亡した。
複数の報告によると、TDFとの戦いのため、エリトリア領内でソマリア国家情報安全保障局が運営する秘密の基地からソマリア軍が出撃した。最初の報告は2021年1月、SNSで行われた。同月、ソマリアの情報相、オスマン・アブカー・ダッベは、エリトリア領内でソマリア軍が訓練を行っていることを認めたが、これらの部隊がTDFとの戦いに投入されたことについては否定した。ボイス・オブ・アメリカは、3人のソマリア当局者と外国の外交官などから得た情報に基づき、ソマリア軍が近隣のエリトリアで訓練していることを確認したと報じた。
モガディシュでは、兵士の親族たちが家族と1年以上会えていないとして、ソマリア政府に情報公開を求めた。ソマリア議会の外交委員長はまた、ソマリア大統領に対し、兵士たちの行方について調査するよう求めた。2021年1月19日、ソマリア政府は、ソマリア軍がエリトリアで訓練を行い、その後エチオピア領内に配備されたという主張を否定した。
ソマリア国家情報安全保障局の元局長であるアブディルサラン・グルドは、ソマリア軍はエチオピアに展開していると述べた。彼によれば軍事訓練のため、20歳から30歳までの兵士が密かにモガディシュからアスマラに送られたという。彼はまた、エリトリアで訓練されたソマリア兵370人がTDFとの戦いで死亡し、さらに数百人が負傷したと述べた。

## 戦争犯罪
この紛争では、エチオピア軍、エリトリア軍、アムハラ州の部隊などにより、多数の戦争犯罪が犯された。一方で、TDFもアムハラ州において民間人殺害を行ったと報告されている。
多くのメディアは、エチオピア、エリトリアの両政府がティグレ人の民族浄化を行っているとして非難している。中にはジェノサイドを行ったとして非難するものも存在しており、その中にはNPOジェノサイド・ウォッチも含まれている。EUのエチオピア特使、ペッカ・ハーヴィストによれば、連邦政府の高官の中には、100年以内にティグレ人を絶滅させると述べた者もいた。なお、連邦政府はこれらの主張を否定している。

### エチオピア軍
2021年5月6日、エチオピアの人民代表院はTPLFをテロ組織に指定した。司法長官の声明によると、5月21日、エチオピアの軍事裁判所は強姦を行った3人の兵士を有罪とし、さらにティグレ州で民間人を殺害した疑いのある28人の兵士と、性的暴行を行った疑いのある25人の兵士を起訴した。またこの時、ティグレ州での2件の虐殺が行われたと認定された。その2件とは、2020年11月初頭にエチオピア軍が229人の民間人を殺害したものと、11月27日、28日にエリトリア軍がアクスムで110人の民間人を殺害したものである。
2021年4月1日、エチオピア兵が11人の非武装の男を処刑し、Mahibire Degoの近郊で遺体を処理する映像が公開された。映像の撮影日時は不明である。CNNによると、少なくとも11人の非武装の民間人が殺害された。

### エリトリア軍
北の隣国エリトリアもこの紛争に介入した。ある難民によると、2020年11月30日、エリトリア軍はIdaga Hamusで80~150人を殺害、さらに11月30日にHadish Hiwotで17人を殺害し、Goda工場を破壊した。エリトリア軍はまた、12月1日から14日の間に、Tokotで12〜15歳の少年を13人殺害している。CNNは、エリトリア軍の兵士が虐殺や超法規的殺人、性暴力などを行っている様々な目撃証言を取りまとめている。
2020年11月28日から29日にかけて、スーダンに逃れた難民らは、エリトリア軍が約720人～800人の民間人をアクスムで虐殺したと報告した。エリトリア政府はこの虐殺に関するアムネスティ・インターナショナルの報告は誤りだと主張し、さらにアムネスティがエリトリア政府への確認を取らずに発表を行ったことを非難した。エリトリア政府のコメントは次のようなものである。
「アムネスティには真実を究明しようという意思が欠けているようだ。彼らは我々に一切の事実確認を行わなかった。その上、『アクスム虐殺』なる事件についての彼らの発表の内容も（中略）二転三転している。」
TDFのゲリラ作戦により戦況が変化しつつあった2021年2月、国連の人道支援を指揮するマーク・ロウコックは、エチオピア側の支配地域の最大40％がエチオピア軍によって支配されておらず、その多くはエリトリア軍の支配下にあると述べた。
VICE World Newsが難民に行ったインタビューによると、エリトリア軍は少なくともメケレゾーンの一部を支配しており、おそらく実際の支配地域はさらに多いと考えられている。多くの難民がVICEの取材に対し、エリトリア軍が国境地域に侵入しただけでなく、その地域を支配していたと語った。メケレから逃れたある難民は、「戦いが始まって以来、エチオピア兵を一人も見ていない。あの地域を支配しているのはエリトリア軍だ」と語っている。
2020年12月26日、エリトリア軍が一部の部隊をティグレ州から撤退させたと報じられた。2021年6月16日、エチオピアの国連大使は、ティグレ州内のエリトリア軍は「すぐに撤退するだろう」と述べた。和平後の2023年現在、エリトリア軍はイロブ地区を含む国境沿いのいくつかの地域を占領している。物資を運ぶためのルートも閉鎖され、事実上エリトリアに併合されている。

### TPLF
Dabatの行政官Sewnet Wubalemによる、町から10km離れたChenna Teklehaymanotにおいて虐殺が行われたと報告された。彼はロイターの取材に対し、「これまでに120人の遺体を回収した。そして、おそらくまだ見つかってない遺体があるだろう。行方不明者がまだ大勢残っている。彼らは皆、無実の農民だ。」と語っている。この事件についてロイターは、紛争中に起きた他の戦争犯罪と同様に、この事件が事実かどうか確認できなかったことを明らかにした。
2021年1月9日、エチオピアTVは、Hitsats難民キャンプにいた300人の難民がTPLFによって虐殺されたと報じた。ある難民によると、2020年11月、TPLFの部隊が数週間にわたりHitsatsを基地として使用しており、この時、食糧を得るためキャンプを離れようとした数人の難民を殺害、さらにエリトリア軍の攻撃に対する報復として、9人のエリトリア人男性を殺害した。2021年2月18日には、所属不明の民兵がAdi Mesinoでバスを待ち伏せし、6人を殺害、10人を負傷させた。
2日後この地域を訪問したAP通信（AP）は、十分な訓練を受けていないとみられる民兵の死体を発見した。その中の一部は軍服姿であった。APは、村の住民たちは抵抗した村人を殺害したTDFを非難したが、一方でエチオピア連邦軍をも村人を見捨てたとして非難したと報じている。APの報告書には、戦闘から4日後の村や村人、その死体の写真が多数含まれていた。

### その他
2月20日にはティグレ人の反体制派であるヤマネ・ニグセが、彼の出身地Hewaneで何者かにより暗殺されている。エチオピア当局はこの暗殺事件について、TPLFの犯行だと主張した。

## 人道危機

### 人道支援

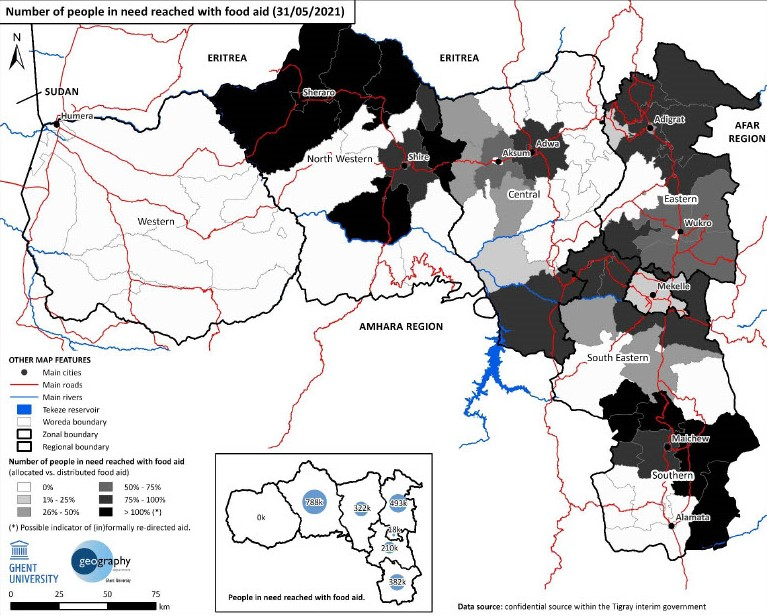
2021年5月31日時点における、食糧支援を必要としている人々の割合。黒色が濃くなるほど割合が高い。

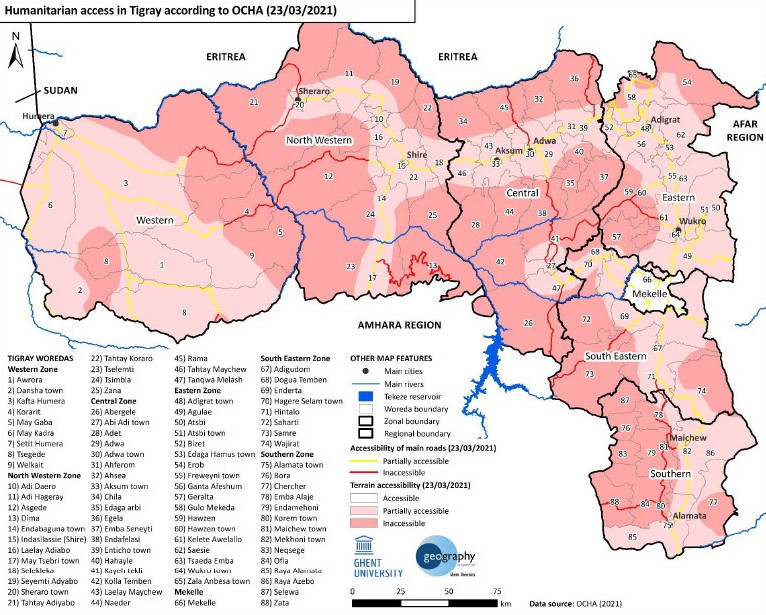
人道支援の制限状況

国連（UN）によると2020年現在、約230万人の子供たちが援助を受けられずにいる。開戦以来連邦政府はティグレ州への移動を厳しく制限しており、国連は食料の支援を巡る連邦政府との協議が進まないことについて非難した。ユニセフは「子供の栄養失調、薬、水、燃料、その他多くの必需品が不足している」と述べた。また、国連の国際連合世界食糧計画（WTP）は、ティグレ州では、人口の4割に当たる約200万人が「極度の食糧不足」になっているとする報告書を発表した。2021年3月13日までに、国連と現地法人は約90万人分の食糧と、70万人分の水を供給した。しかし依然として支援は不足しており、約450万人が現在も支援を受けられずにいる。さらにそのうち約100万人は戦闘地域に居住しており、国連職員は現地に到達できていない。
開戦以来ティグレ州全域で衛生環境が悪化しており、清潔な水へのアクセスが困難になっている。州内における水の供給状況を調査したティグレ州の機関は、調査を行った36の村のうち、機能している水源を持っていたのは4つだけだと報告した。さらに推定250台の電動揚水システムが故障しており、農村部における井戸11,000台の状況は不明であった。このため、水系感染症や新型コロナウイルス感染症の発生リスクが大きく上昇している。
2021年2月、GOALエチオピア、国際救助委員会（IRC）、MCMDO、MSF-Spain、ワールド・ビジョンらは、ティグレ州の16の地区では、子供の7人に1人が深刻な栄養失調に陥っていると報告した。 さらにGOALとIRCによると、Enderta、Abi Adi、Shireでは調査を行った子供の16.6％が急性栄養失調であり、さらに3.5％は重度の急性栄養失調に苦しんでいた。緊急調整センターによると 、ティグレ州の260以上の保健センターのうち、完全に機能しているのは31のみで、7つは活動を大きく制限され、残りは機能停止に陥っている。 WHOによれば、ティグレ州ではすべての病院と保健センターで医薬品や医療設備が不足していた。現地法人は医療施設の略奪が続いていると報告した。予防接種を行っているのは医療施設の16％のみであり、妊婦に対するケア（出産前ケア、出産など）を行っているのは17％のみであった。
2021年8月31日、現地におけるUSAIDのトップであるショーン・ジョーンズは、アディスアベバの放送局EBCによるインタビューにおいて、次のように語った。「TPLFはアムハラ州で我々の診療所を略奪した。彼らにとっては、医療物資を手に入れる絶好の機会だったのだろう。」

### 国内避難民、難民の発生

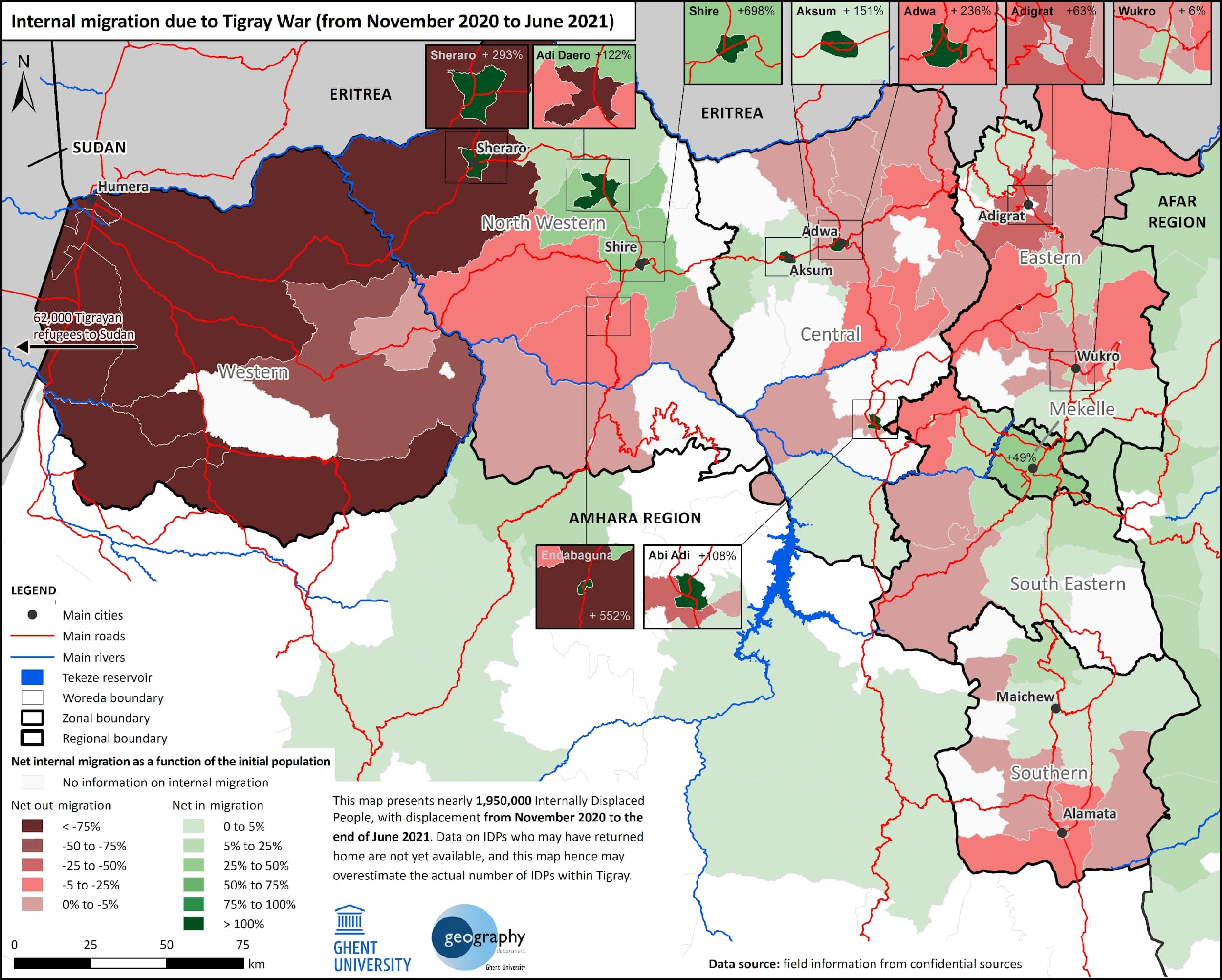
紛争に伴う人口移動。赤は人口が減少した地域であり、緑は増加した地域である。

2020年11月、アムハラ州特殊部隊とアムハラ人の民兵らが、ティグレ州の西部を占領した。この地域は数十年間にわたりティグレ州とアムハラ州の間で領有が争われてきた地域である。アムハラ人の間では、この地域は91年にTPLFが当時の軍事独裁政権を打倒し国を民族別の9つの州へと再編した際に、ティグレ人勢力に奪われたとされている。さらに彼らはWelkait、Tegede、Kafta Humera、Tselemti、Rayaの領有を主張しており、アムハラ人部隊の進出後、この地域はアムハラ州により実効支配されている。占領地域内ではティグレ人に対する暴行や強制移住が行われており、2021年2月までに、超法規的殺人、拘禁、若い男性の失踪などが各地で発生、さらも約45,000人の民間人がこの地域を離れ、難民となった。ある難民はロイターによるインタビューに対し、難民とならなかったならば、アムハラ人たちに殺されていただろうと語った。他に41人の難民がインタビューを受けたが、彼らもアムハラ軍による攻撃、略奪、脅迫について語っている。
ティグレ州西部の占領地域における行政官Yabsira Eshetieは、アムハラ軍による暴行、強制移住などの一連の行動を否定した。一方、政府によって設立されたティグレ暫定政府の首班Mulu Negaは、アムハラ軍による暴行の事実を認めた。 アムハラ州当局はまた、強制移動に関する報告を否定し、連邦政府に対し州の境界を変更するよう求めた。アントニー・ブリンケン米国務長官は、ティグレ州内で民族浄化が行われていると述べた。
国連によると戦闘が始まってから25日で4万人以上が国外に避難した。難民キャンプは過密状態となっており、COVID-19の感染が拡大するリスクが高まっている。国際危機グループによると、一連の戦闘による死者数は数千人にのぼっている。
2020年11月、国連は、戦前からティグレ州内の4つの難民キャンプに避難していた10万人近いエリトリア難民について、「深刻な」物資不足が起きていると警告した。同月後半、国連はメケレから逃れるティグレ人について報告している。一方連邦政府は、もしティグレ州の部隊が民間人の中に隠れるならば、「容赦しない」と警告した。
2020年12月時点で、国連は100万人以上が国内避難民になったと推計している。また、紛争により5万人以上がスーダンに脱出した。通信、渡航の手段は現在も遮断されており、ヒューマン・ライツ・ウォッチは連邦政府は「支援活動を故意に妨害している」として、国際法違反だと警告した。
国連人権高等弁務官事務所によると、国連には「性暴力、超法規的殺人、略奪などに関する多くの悲惨な報告」が寄せられている。2020年12月から21年1月にかけて、ティグレ州東部のメケレ、Ayder、Adigrat、Wukroなど、各地の病院で発生した強姦事件についての報告は合計136件にのぼっており、同機関は、実際の発生件数はそれよりはるかに多いだろうと推測した。
国連難民高等弁務官事務所によれば、2021年2月2日時点で、Hitsats、Shimelbaに逃れた人々を中心とする、20000人のエリトリア難民が行方不明となっている。 

### 支援団体への攻撃
人道支援団体に対する攻撃が行われており、その中には連邦政府の兵士によるものも存在する。2020年12月初旬、デニッシュ・レフジー・カウンシルと国際救助委員会は、現地スタッフが殺害されたことを報告した。連邦政府は、人道支援団体に対して「完全な活動の自由」を認めたと主張しているが、多くの支援団体は軍の検問所を通れず、多くの地域に訪問できずにいると報告している。アメリカ当局は、双方が人道支援団体を攻撃の標的としていると非難した。2021年3月23日、国境なき医師団の運転手が、連邦政府の兵士による超法規的殺害を目撃したとして、エチオピアの兵士に殴打された。6月23日のTogoga爆撃の直後、救助に向かう救急車はエチオピア軍に攻撃された。2021年6月25日、国境なき医師団に所属する3人の活動家が車の傍で死亡しているのが発見された。

## SNSの利用
『ワシントン・ポスト』記者クレア・ウィルモットは、11月4日以降、この紛争に関する情報発信を行うTwitterアカウントが多数開設されたと報じた。多くはティグレ州においてインターネットが遮断される中で、紛争の実態を国際社会に知らせるためのアカウントであると考えられたが、中には連邦政府により開設されたとみられる、フェイクニュースやヘイトスピーチを行うアカウントも存在した。研究者たちは、信頼のおける情報が少なく、偽情報が出回りやすくなっていると懸念を示した。ウィルモットは、実際の住民の声と情報操作によるものの区別がますますつきにくくなっていると報じた。
21年2月、ある政府寄りの団体は、国内、あるいは海外の支持者に対し、「TPLFのフェイクニュース」と戦うよう呼び掛けた。BBCニュースは、誤解を招くような投稿が連邦政府、TPLFの双方により行われていると報じた。アビィ政権は「ソーシャルメディアの投稿と主張は証拠として扱うことはできない。西側メディアがそれを報じているか否かにかかわらずだ」と発表している。しかし、アビィ首相がFacebookに投稿したものが「暴力を扇動する」として削除された事例がある。
連邦政府は、政府を信頼のおける情報を発信する唯一の機関だと位置づけ、情報統制を行おうとした。こうした手法で紛争を正当化しようとしたが、2月5日時点で政府寄りのツイートはそうでないツイートよりも少なかった。また、専門家によると、両勢力は共にインターネット上で「コピペ戦術」として、新規アカウントの作成、ツイートの複製、インフルエンサーの動員を組織的に行っている。双方ともにインターネット上で偽情報を流し、さらに多くの誤解を引き起こした。

## 和平とその後

### 和平の試み

#### 諸外国による提案
主要な組織の間で、和平交渉と調停についていくつかの提案がなされた。 2020年11月9日頃、デブレツィオンはアフリカ連合（AU）に停戦、和平交渉の仲介を要請したが、アビィ首相はこれを拒否した。11月25～27日には、AU議長シリル・ラマポーザによって任命されたアフリカ諸国の3人の元大統領が、仲介を目的にエチオピアを訪問した。この時代表団は、アビィ首相とTPLFの代表に面会した。2020年12月20日、ジブチにおいて東アフリカ諸国の政府首脳による緊急の政府間開発機構の会合が開かれ、この中でエチオピアの憲法秩序を守り、さらにティグレにおける人道支援を支援するとの声明が出された。 
2021年の7月と8月にケニア、ニジェール、チュニジアの3つのアフリカ諸国と、1つの非アフリカ国家、セントビンセントおよびグレナディーン諸島からなる「A3+1」という調停グループが結成された。これは「アフリカの問題はアフリカ内で解決する」という精神に基づくものであった。A3+1は声明の中で、「アフリカ連合の紛争解決システムを活用し、エチオピア国内に生じた深刻な亀裂を修復する」よう求めた。 
2021年9月、エチオピア軍の攻勢によりティグレ州での飢餓はさらに深刻化することが予測されていたが、連邦政府は支援物資の封鎖を続けた。ケニアの大統領ウフル・ケニヤッタはこの状況について懸念を表明し、また、アメリカ合衆国国務長官アントニー・ブリンケンはアフリカ連合（AU）の特使である元ナイジェリア大統領オルシェグン・オバサンジョとの間で、エチオピアの和平に向けた協議を行った。
2021年3月11日、米大使ゲータ・パシは、国際社会と連邦政府による人道支援を行うよう要請した。2021年8月初旬、スーダン政府が和平の仲介を申し出たが、スーダンのアル・ファシャガをめぐる両国間の国境紛争が続いていたため、連邦政府は申し出を拒否した。

#### TPLFによる提案
2021年2月19日、TPLFは和平交渉を求め、その中で交渉に必要な8つの前提条件を提示した。2月20日、大ティグレ民族議会（Baytona）、ティグレ独立党（TIP）、サルセイ・ウェヤネ・ティグレ（SAWET）の3政党は、TPLFによるものとほぼ同じ内容の要求を国際社会に提示した。7月4日、TPLFを正式な政府と認めること、エリトリア軍の撤退、基本的なサービスの回復などを停戦条件とした。連邦政府が一方的に停戦を宣言している最中だった。

### 停戦

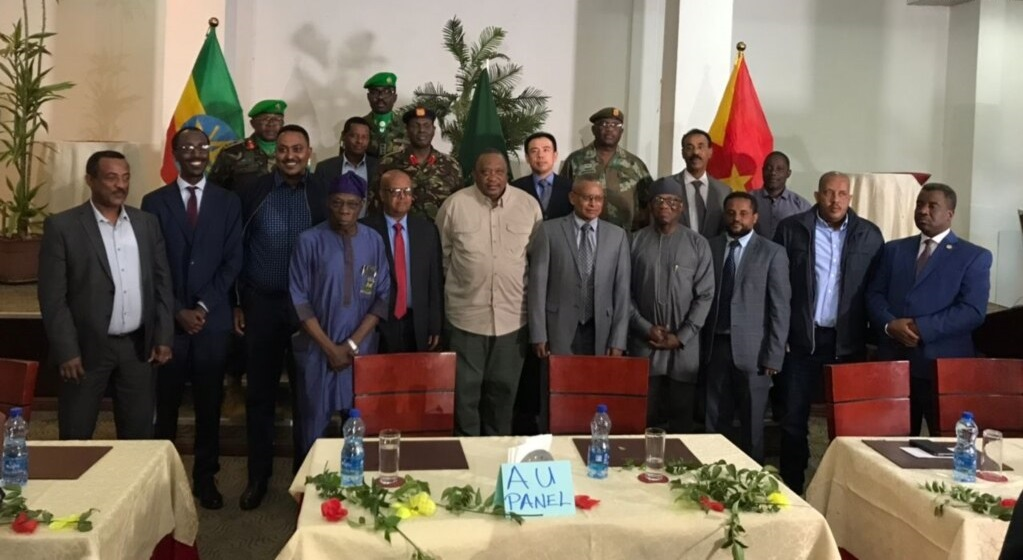
AU代表団や複数の大使がメケレに集まった

2022年10月25日、AUの仲介に基づき南アフリカ共和国で停戦交渉が開始。双方が非難の応酬を繰り返したが、最終的に翌月2日、連邦政府とTPLF代表は停戦文書の調印を行った。AU側の特使であるオルシェグン・オバサンジョ（元ナイジェリア大統領）は、双方が敵対行為の停止に加え、組織的、秩序的、そして円滑かつ協調的な武装解除などに合意したと説明を行っている。また、合意には人道支援の再開や、エチオピア軍による道路通行停止の解除なども含まれている。OLAは和平協定に含まれていない。エリトリア軍は和平協定自体には含まれていなかったが、ロードマップに従いいくつかの都市から撤退した。アムハラ民兵は和平協定に加わらなかった。この合意は連邦政府内では紛争の勝利を表すものだと考えられている。一部の和平協定関係者はこの合意は和平を完全に成すことはできていないと考えている。

### 和平後

#### その後の調査
2021年3月に理事会によってエチオピア人権専門家委員会が設立され、2020年11月3日以降に起こったエチオピアでの人権侵害について調査がなされた。しかし、委員会は時間・リソースなどの要因によって大量虐殺とジェノサイドを判断することが出来なかった。エリトリア軍やエチオピア軍、アムハラ民兵と特殊部隊、一部のTDF軍人は戦争犯罪の責任を負うと報告書に記された。委員会の専門家ラディカ・クマラスワミは、「国内に対する意味のある説明責任の見通しは非常に遠い」と述べた。委員会は、国連総会で調査内容を発表した。EUは、連邦政府による国際的な監視を逃れるための「代替順守」プロセスを非難した。

#### ティグレ州
ティグレ州にはティグレ州暫定地域行政が設立され、TPLFの高官が行政長官に任命された。また、連邦政府はTPLFへのテロ組織の指定を解除した。物資などの援助も再開された。IGADの監視下でTPLFから連邦政府への重火器の引き渡しも進められた。11月には航空サービス、電力網などの基本的な支援・事業が回復した。物資の供給は改善しているが、いまだ4万人の難民にとっては不十分である。エリトリア軍は国境の町を占領し続け、そこでは未だ虐殺行為が行われている。

#### アムハラ州
アムハラ民兵組織であるファノは、エチオピア軍と共闘関係にあった。ティグレ紛争が始まった直後の2020年11月、アムハラ州はティグレ州西部を占領した。2023年6月、アムハラ州はティグレ州の主要都市から撤退した。しかし、その後の連邦政府による民兵組織の解散の流れに対立し、政府との関係が悪化した。また、アムハラ民族主義者はアムハラ民兵の解体に「地域の安全が危険にさらされる」と反対していた。そして2023年8月、アムハラ民兵とエチオピアとの間で衝突が発生した。アムハラ民兵の衝突はティグレ紛争以降最も深刻な治安危機を引き起こし、アムハラ州で6か月の非常事態宣言が発令された。

## 余波

### 健康への影響

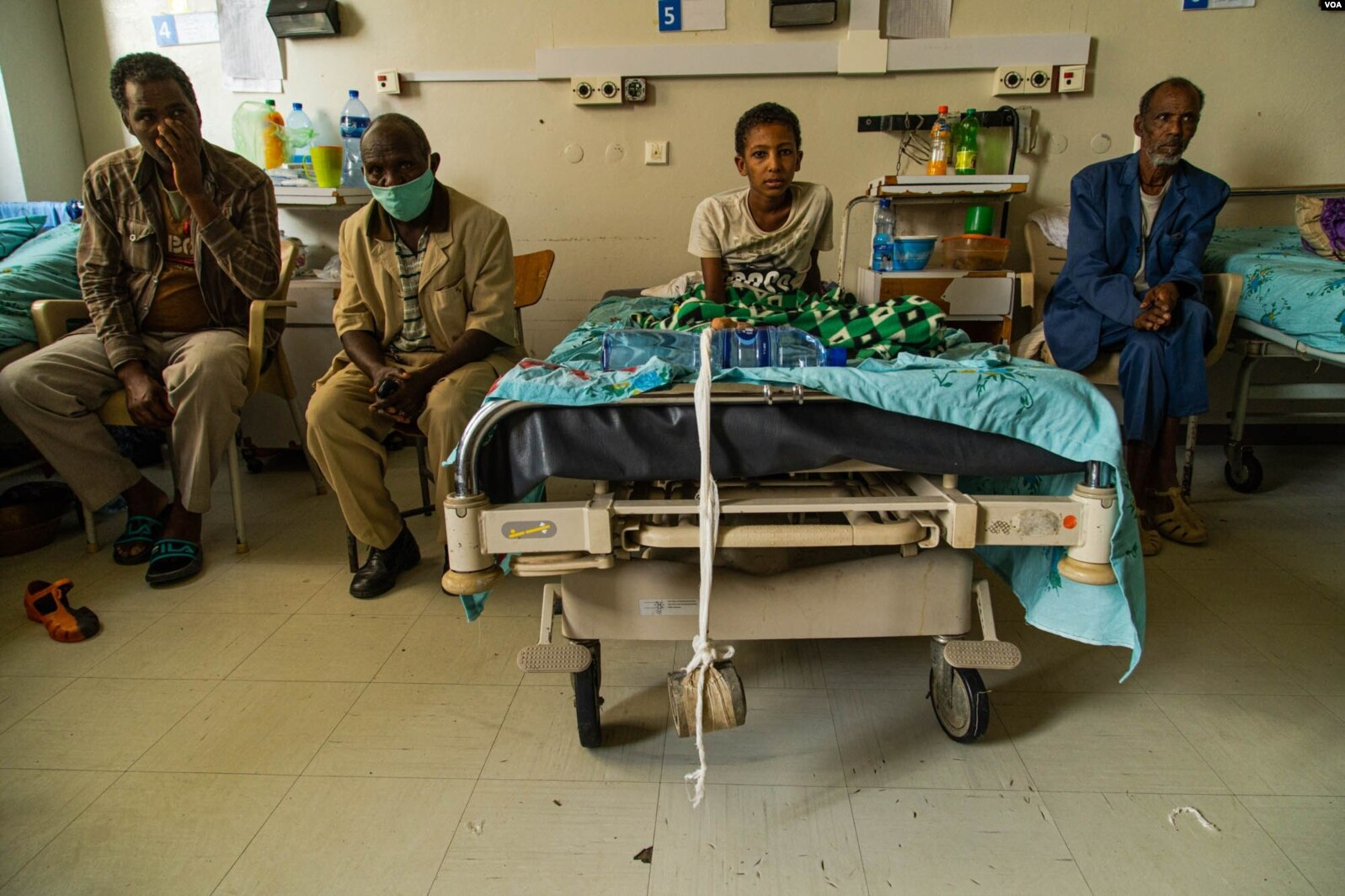
ティグレ州、エチオピアのメケレにあるアイダー病院での負傷した子供

紛争はティグレ州で母体死亡率と乳児死亡率の上昇をもたらし、UNFPAエチオピアとUNICEFエチオピアの資金提供を受けた研究によれば、母体死亡率は戦前の人口10万人あたり186人から紛争後には840人に上昇した。ティグレ州の健康コーディネーターによれば、調査により母体死亡率と乳児死亡率が2001年の水準に逆戻りしたとアディス・スタンダードに述べられている。
ティグレ州の健康担当者、ツェガイ・ギディによれば、セハルティ・サムレのウォレダに住む母親の81%が先天性異常を抱え、2023年1月から6月の間に32人の新生児が亡くなったと報告されている。

### エチオピアの経済への影響
ティグレ紛争はエチオピアの経済に高額な損害をもたらした。2022年11月末には、再建の費用が約200億ドルであると見積もられた。ティグレ、アファール、アムハラの各州での医療施設の再建費用は、紛争によって壊滅的に大きくなり、少なくとも14億ドルかかった。2022年6月から2023年3月までの間に、政府債務は6%増加し、約606億ドル（3300億ブル）の債務総額に達した。
また、ティグレ紛争は国の外国債権者との関係に傷をつけた。2020年11月に始まった直後、欧州連合は（人権侵害の報告を引用して）エチオピアへの財政支援を停止し、紛争が終結するまでその決定を維持した。信用格付け機関であるフィッチ・レーティングは、2023年1月にエチオピアの信用格付けを引き下げ、連邦政府が外部債務を償還できる信頼が低いと表明した。
紛争後の数ヶ月でインフレーションは国を襲うこととなった。エチオピアは2022年に平均インフレ率30%を記録し、主に食品価格が原因であった。2023年2月には、総合インフレ率が32%に達した。2023年9月12日（エンクタタシュ）まで、エチオピアは引き続き高インフレを経験し、一般的に購入される食料品がさらに高くなっている。エチオピアの経済的困窮の唯一の原因とはされていないが、それでもその中の一因とされている。

### エリトリア占領の継続
和平協定の署名後、紛争は大部分が停止したものの、エリトリアは2023年半ば時点でティグレ州の一部を占拠し続けている。2022年11月以来、エリトリア軍はエチオピア北部で何千人もの死者を出しており、11月17日から25日の間だけで、エリトリアは241軒の家を破壊し、少なくとも111人を殺害したと報告されている。12月30日までに、エリトリアとアムハラ民兵が平和協定の署名以来、3700人を殺害したと推定されていた。
ティグレ保健局によれば、2022年11月から12月までの間に852件の強姦と性的暴行が報告された。支援活動者と生存者へのインタビューによれば、これらのほとんどはエリトリア軍によって犯されたものであるとされている。
2023年1月時点で、イロブ地区の半分以上がエリトリアに占領されていた。イロブの人権団体と元住民は、これを地域の「事実上の併合」と述べている。2023年8月にイロブの宗教的な指導者はガーディアンに語り、和平以降、国際援助がこの地域に届かないようエリトリアが封鎖しており、「和平以降、私たちの状況は改善されていない」と嘆いた。

### 各種機関におけるティグレ人に対する差別
開戦以来、各地でティグレ人への差別的な行動が発生している。あるティグレ人はエチオピア航空の飛行機への搭乗を拒否され、海外旅行を阻止された。また、「あらゆる政府機関、NGOからティグレ人を排除せよ」という命令が発せられており、現地のWFP事務所は連邦警察から、所属するティグレ人のリストを提出するよう求められた。ティグレ人の家は捜索を受け、銀行口座は凍結された。国連の当局者によると、エチオピアにおいて平和維持活動を行う機関において、ティグレ人メンバーは強制的にエチオピア領内に帰還させられた。この報告の中で国連は、こうした人々に対する拷問や処刑が行われる可能性があるとして、懸念を示した。これについてエチオピア非常委員会は、「さまざまな組織へのTPLF勢力の侵入」を防ぐためだとした。 

## 反応

### 国内
- 2020年11月の最初の週、オガデン民族解放戦線（ONLF）は次のような声明を発した。「ONLFは、ティグレで勃発した紛争について深刻な懸念を抱いている。エチオピアの諸民族は戦争と自然災害に苦しんできた歴史がある。彼らには互いの関係を修復し、国土復興するための期間が必要だった。対話によってのみ、解決へと向かうことができるだろう。」あるジジガの市民団体のメンバーは、「（ソマリ州の）ムスタフェ州長官は、ティグレとの戦争に参戦することに反対している」と述べた[326]。
- 2020年11月12日、TPLF議長デブレツィオン・ゲブレミカエルは、TPLF軍が降伏したという発表を否定し、「我々は今も健在だ。エチオピア軍に我々を打ち負かすことは決して不可能である。」と述べた[327]。
- 11月27日、エチオピアの司法長官Gedion Timothewosは、BBCの記者スティーブン・サッカーによるインタビューに次のように答えた。「もし北部の基地でTPLFが重兵器を手にしていたなら、この紛争は内戦となるだろう。だが、我々は解決に向けて行動を起こしている。」[328]
- 2018年に就任したアビィ・アハメド首相は、司法制度、経済、外交政策など様々な分野で改革を行った。ハイレマリアム・デサレン元首相によれば、TPLFは一連の改革について、国政におけるティグレ人の支配を揺るがすものだと警戒していた[92]。ハイレマリアムによれば、この戦いはTPLFがエチオピアの議会、軍隊、および政府を弱体化させ、非合法化するための試みであった。
- 2021年9月10日、24のエチオピア市民団体が連名で、平和を呼びかける声明を発した[329]。

この呼びかけに参加したのは、

Association of Human Rights in Ethiopia (AHRE),

Center for Advancement of Rights and Democracy (CARD),

East African Initiative for Change (I4C),

Lawyers for Human Rights,

Setaweet Movement,

Editors Guild of Ethiopia,

Association of Human Rights in Ethiopia,

Initiative Africa,

Family Service Association,

International Revival Movement,

Center for National &amp; Regional Integration Studies (CeNRIS),

Ethiopian Women Lawyers Association (EWLA),

Ethiopian Human Rights Defenders Center,

TIMRAN,

Center for Justice,

Center of Concern,

Good Governance for Africa – Eastern Africa,

Network of Ethiopian Women Associations (NEWA),

Interafrica Group,

Gate for Opportunity,

New Millennium,

Inlusive Vision for Democratic Ethiopia,

Ethiopian Initiative for Human Rights,

Ethiopian Media Women’s Associationである。
この呼びかけが出されたのは開戦から10か月後であったが、これは（参加した団体の多くが本部を置いている）アディスアベバ市内で、平和への機運が高まっていることを示していると考えられている。

### 国際社会の反応
- 日本政府は民間人保護のため、660万米ドルの緊急助成金を提供した[331]。
- カナダの外相フランソワ＝フィリップ・シャンパーニュ（英語版）は、全ての当事者に対し自制を求めた。また、紛争の平和的な解決と、民間人の保護を求めた[332]。
- 国連安全保障理事会の会合で、中国はエチオピアへの内政干渉に反対した[333]。
- ジブチ大統領イスマイル・オマル・ゲレは、「エチオピアの解体を目指す勢力と戦う」アビィ首相への強い支持を表明し、TPLFは「中央政府を打倒すべく構築された組織」であり、連邦からの離反の先例を作ったとして、TPLFの存在は「エチオピアの分裂につながるのみ」であると述べた[13]。
- エリトリア大統領イサイアス・アフェウェルキは、TPLFに対する連邦政府の対応を支持した[要出典]。
- 国連安全保障理事会の会合で、インドはエチオピアの内政への干渉に反対した[333]。
- ケニア政府は、連邦政府への支持を表明した。
- トルコの外相メブリュト・チャブシオールは、トルコ政府はエチオピア連邦政府の決定を「理解」し、「作戦は間もなく終了し、民間人の安全を損なうことはないだろうと確信している」と述べた[334][335][336][337]。
- ノルウェー政府は次のように述べた。「ティグレ州においてSGBVが使用されたことは、憂慮すべき事態である。ノルウェー政府は、プラミラ・パッテンによる国連の報告を支持し、当事者たちによるSGBVの使用に反対する。国際法に基づく決定は、順守されなくてはならない。」
- ポーランド外務省はシオン聖母マリア教会の大虐殺（アクスムの虐殺）について、「礼拝堂で行われたこの虐殺について、加害者を強く非難する。エチオピア当局に対し、速やかに情報公開を行い、加害者を厳罰に処すよう求める。」ポーランド政府はまた、「紛争の当事者たちに対し、暴力を控え、人権を尊重し、市民の安全を確保し、礼拝所と信教の自由を守るよう求める。また、我々はティグレ州における支援団体の行動の自由を求める。」と発表した[338]。
- 国連安全保障理事会の会合で、ロシアはエチオピアの内政への干渉に反対した[333]。
- ソマリア大統領モハメド・アブドゥライ・モハメドは、連邦政府の行動を支持した[14]。
- イギリス外相ドミニク・ラーブはアビィ首相と対談し、「紛争のエスカレートを避け、民間人の保護を行わなくてはならない。」と述べた[339]。
  - 貴族院議員デビッド・アルトンは英国政府に対し、ティグレ州の難民キャンプで行われた攻撃について調査するよう求めた[340][341]。
- アメリカ合衆国国務長官マイク・ポンペオは、紛争のエスカレートを避けること、和平を実現すること、民間人を保護することの重要性を強調した[342]。その後、ジョー・バイデン大統領候補（当時）の外交政策顧問であるアントニー・ブリンケンは、エチオピアの人道危機、人種間暴力、およびこの地域の平和と安全に対する脅威について深い懸念を表明した。彼はTPLFに対し、民間人を保護し、紛争を終わらせるためのしかるべき措置を講じるよう求めた[343]。
  - アメリカ国務次官補ティボル・ナジーは、TPLFによるアスマラへのミサイル発射を非難し、「これはエリトリアに対する不当な攻撃であり（中略）ティグレ州での紛争は国際的な問題である」と呼びかけた[344]。
  - 2021年2月27日、米国務長官アントニー・ブリンケンは、エリトリア軍とアムハラ州の部隊にティグレ州からの即時撤退を求めた。彼はまた、AUなどの現地協力者に、ティグレ州の危機に対処するため米国と協力するよう要請した[345]。
  - 3月12日、アメリカは大エチオピアルネッサンスダム（GERD）紛争におけるエチオピアへの援助を再開すると発表したが（トランプ政権により停止されていた）、今回の紛争により、支援は依然として行われていない[346][347]。
- ジョー・バイデン大統領はケニア大統領ケニヤッタと会談し、ティグレ州においてこれ以上の人道状況の悪化、人命の損失を防ぎ、十分な人道支援を確保することの必要性について話し合った[348]。
- 2021年9月17日、ジョー・バイデン大統領は、エチオピア、エリトリア両国の政府、TPLF、およびアムハラ州政府がこれ以上紛争を長引かせ、人道支援の妨害、あるいは人権侵害を行った場合、全ての勢力に対して対して懲罰として制裁を科すことを許可する大統領令に署名した[349]。

### 国際機関の反応
- 国連（UN）は、紛争が激化した場合、深刻な人道危機が発生すると警告した[350]。
  - 国連安全保障理事会：「金曜日の安保理総会において行われた、ティグレ州における紛争の終結を求める決議は、中国、ロシアの反対により否決された。」[351]。
  - 世界食糧計画：難民キャンプ等に向けた食料の調達と配送を行ってきたが、2021年11月には食料を輸送するトラックの運転手が政府により拘束される出来事も起きた[352]。
  - 世界保健機関：ティグレ州出身で事務局長のテドロス・アダノム・ゲブレイェソスは、「ティグレ州ほど何百万人もの人々の健康が脅かされている場所は地球上のどこにも存在しない」と述べた[353]。
- 欧州委員会はスーダンに逃れた難民を支援するため、400万ユーロの緊急援助計画を作成した[354]。EUはまた、エチオピアの他の地域に対する援助を削減し、制裁を行うことを計画している[355][356]。
- アフリカ連合（AU）は、戦闘の速やかな停止と民間人の保護を訴えた。 また、アフリカ連合の特使がエチオピアに派遣されるまで、欧州連合と国連安全保障理事会は介入すべきではないとも述べた[357]。
  - アフリカ連合委員会の委員長ムッサ・ファキ・マハマトは次のように述べた。「連邦政府の行動は、国家の統一、安定、そして憲法を守るための当然の行動であり、これは非難さるべき行動ではない。しかし、この軍事行動がティグレ州において多数の難民を発生させたこともまた事実である。IGADは直ちに人道支援を行うべきだ。特に、難民や避難民たちは速やかな支援を必要としている。」[358]

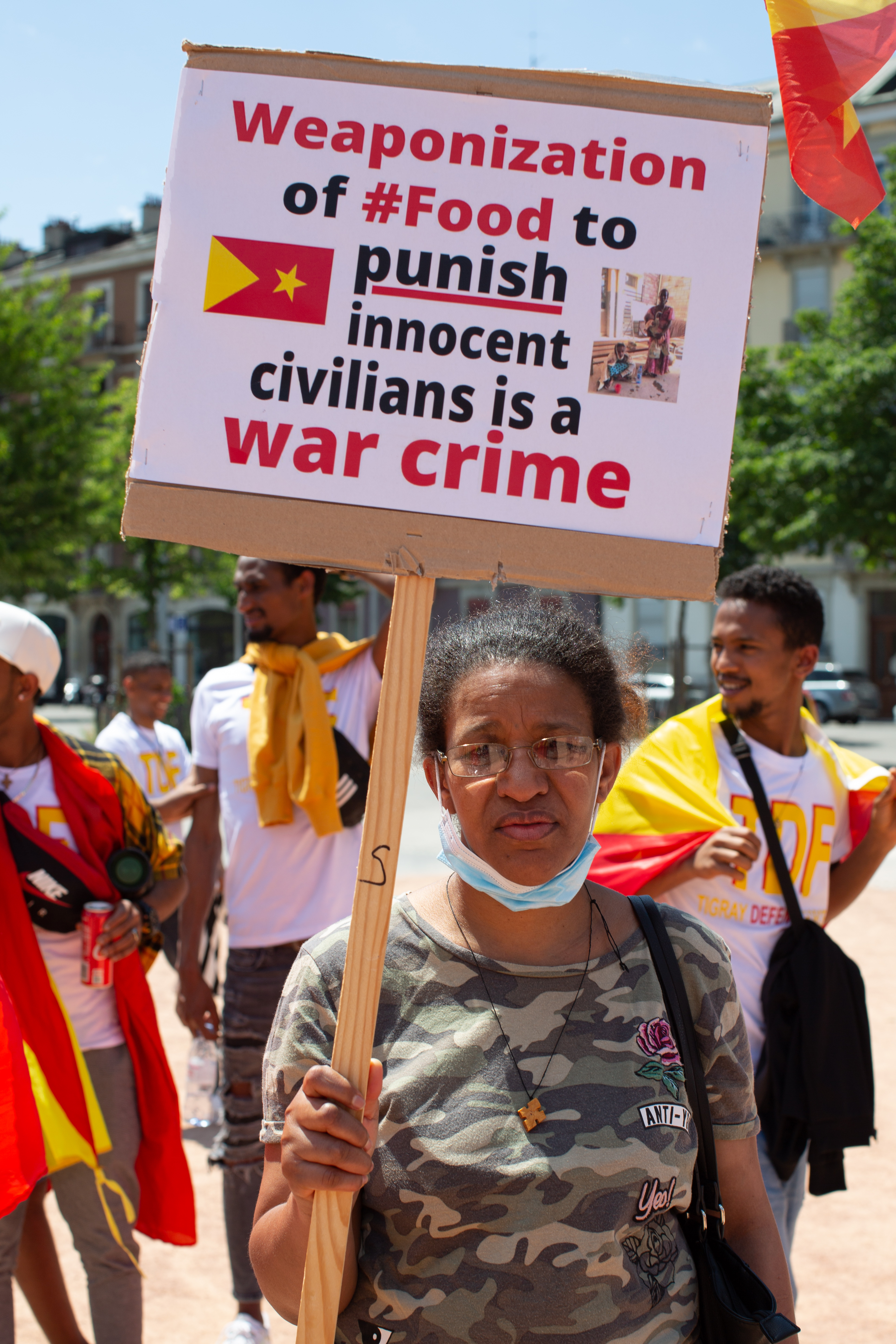
エチオピアの戦争犯罪を非難するプラカードを持った女性

### 支援団体の反応
- 世界各地で、人道組織や科学界により、ティグレ人に対する人道支援の提供と速やかな停戦を求める声明がなされた[359][360]。
- 複数の科学者（ヤン・ニッセン教授、エロイ・フィケット教授、ウォルバート・スミット教授、ジョゼフ・デッカーズ教授、イストヴァン・タロッシー教授、パオロ・ビリ教授、シル・ランクリエット教授、ケティル・トロンボル教授など）や[361]、Avaazにより、ティグレ人に対する人道支援を求める声明が発せられた[362]。

### 国内における抗議活動
2021年2月9日、連邦政府の命令でメケレを宗教指導者たちが訪問し、状況が「正常化」されたと発表したとき、市民たちはこれに抗議し、タイヤを燃やすなどの活動を行った。この時兵士たちはデモ隊に発砲し、1人を殺害した。Ayder病院の輸送部門の責任者と彼の息子は、兵士に殴打された負傷者の多くを病院に運べなかったと述べた。 
2021年5月30日、10,000人を超える親エチオピアのデモ隊がアディスアベバに集まり、エチオピアの内政に対する「西洋の干渉」に抗議した。2021年8月8日、TDFを非難するため、数千人のデモ隊がアディスアベバに集結した。

### 在外エチオピア人による抗議

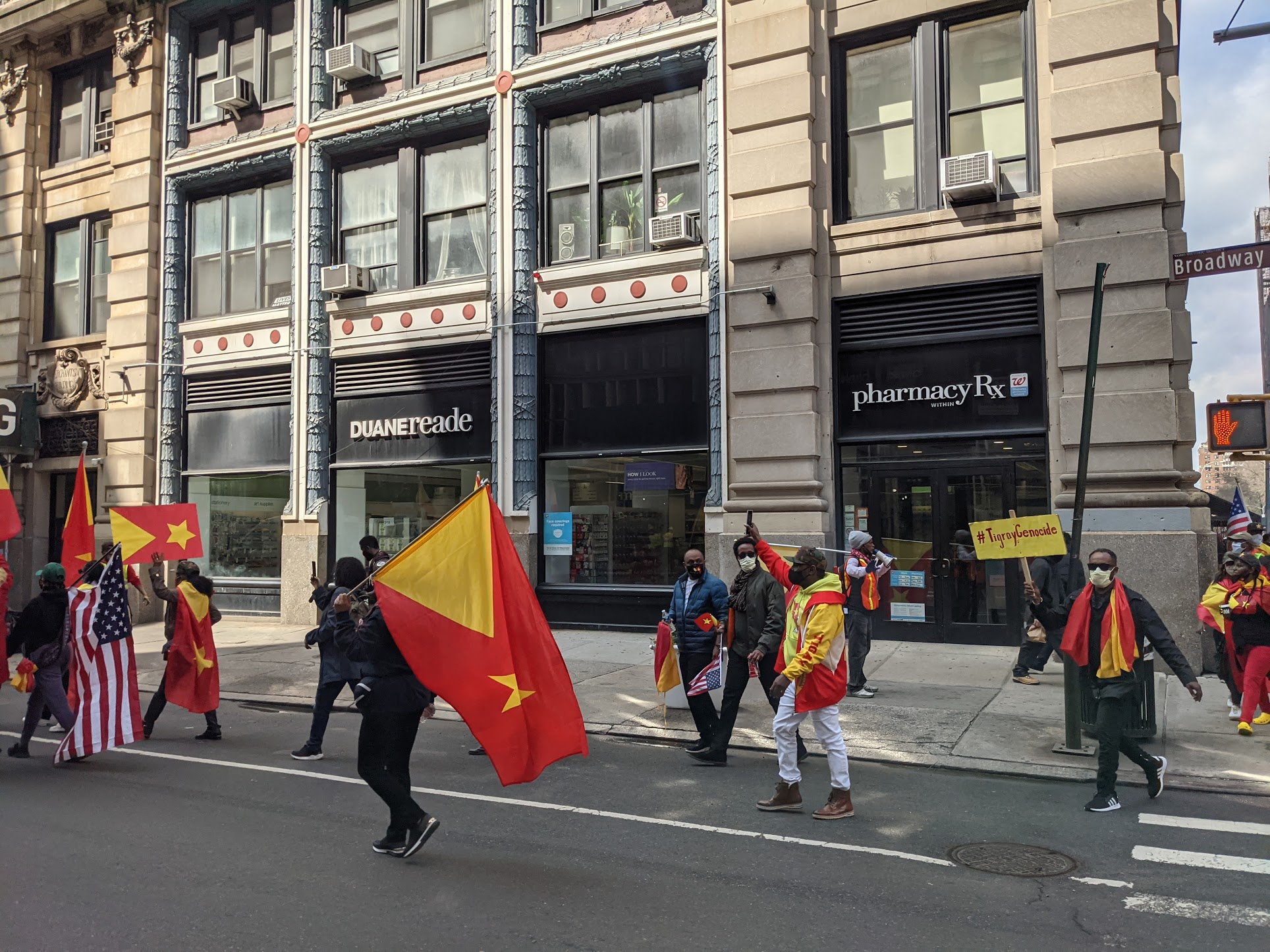
2021年3月26日にニューヨーク市で行われた、ティグレ人による抗議活動

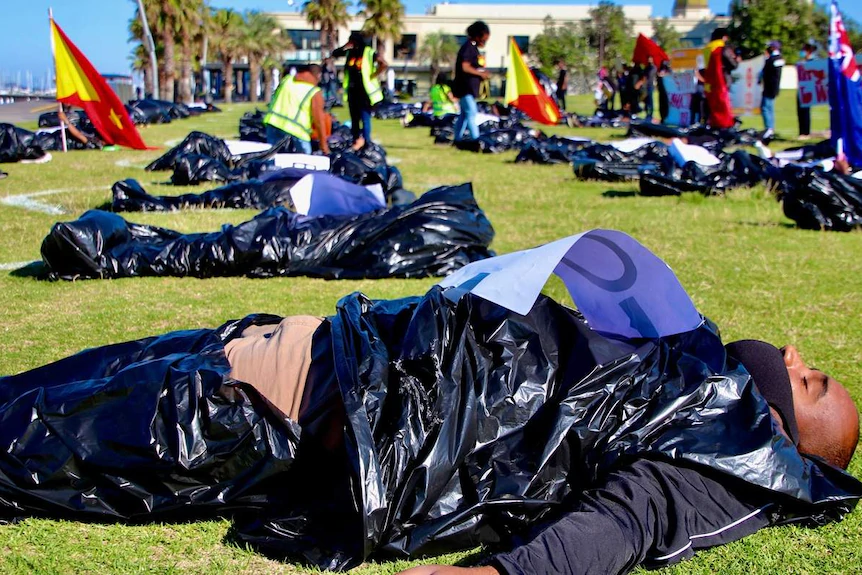
オーストラリアで行われたティグレ人による抗議活動

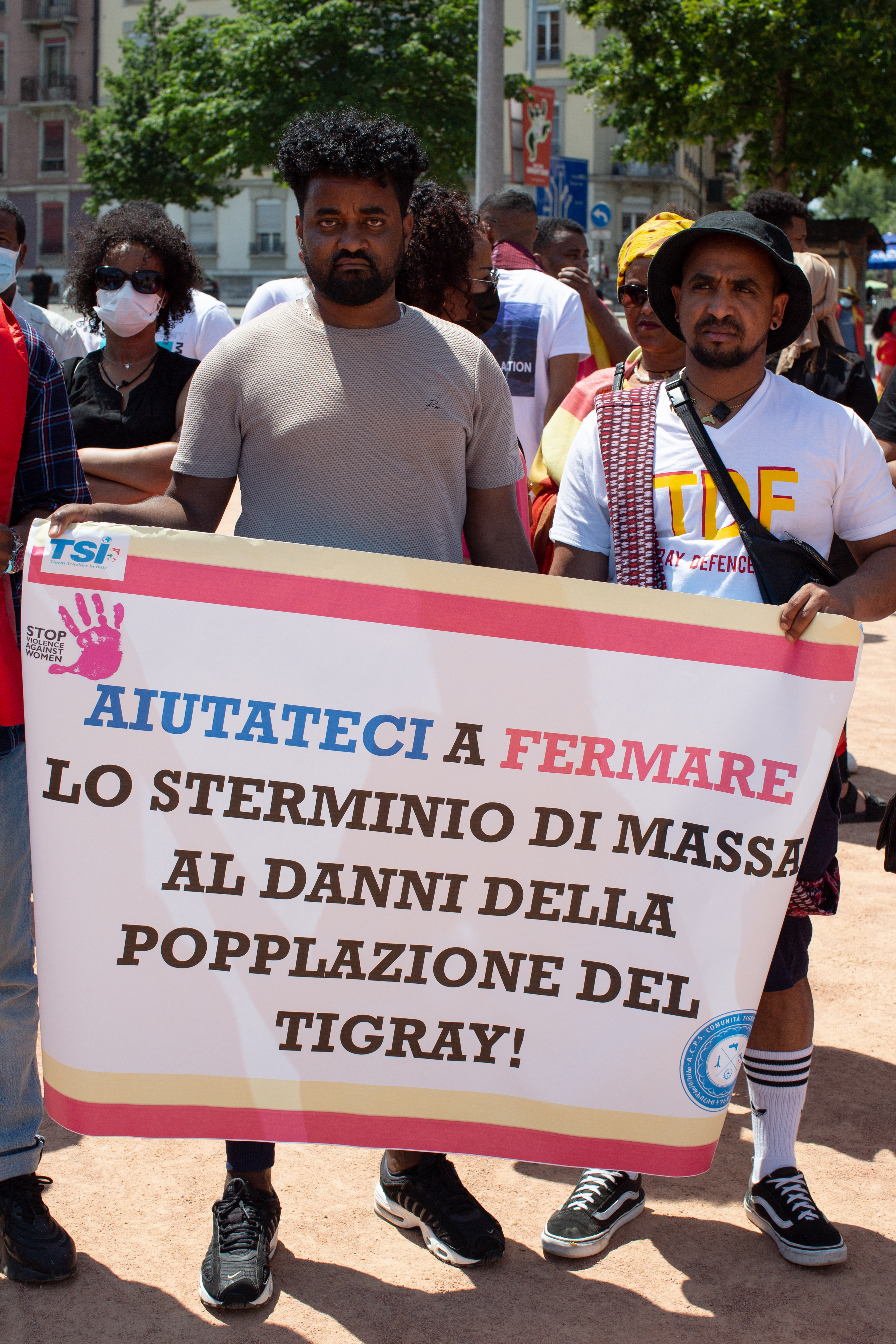
イタリアで行われた抗議において、掲げられたプラカード「ティグレ人に対するジェノサイドに抗議します！」

在外エチオピア、エリトリア人は、各国の街頭で抗議活動を行った。以下がその一覧である。：

#### TPLFを支持するデモ
- 2020年11月9日、米国ワシントンDC[365]
- 2020年11月12日、米国コロラド州[366]
- 2020年11月14日、オランダ[367]
- 2020年11月18日、米国ネバダ州ラスベガス[368]
- 2020年11月21日、ノルウェー、スタヴァンゲル[369]
- 2020年11月24日、米国ケンタッキー州ルイビル[370]
- 2020年11月25日、南アフリカ[371]
- 2020年12月1日、ブリュッセル、欧州連合本部
- 2020年12月28日、米国コロラド州デンバー[372]
- 2021年1月3日、米国コロラド州オーロラ[373]
- 2021年1月8日、オーストラリア、メルボルン[374]
- 2021年1月8日、オーストラリア、パース[375]
- 2021年1月8日、米国オレゴン州ポートランド[376]
- 2021年1月8日、米国アイオワ州スーシティ[377]
- 2021年1月中旬にオランダ、ハーグ[378]
- 2021年1月22日、米国ケンタッキー州ルイビル
- 2021年2月11日、米国ニューヨーク市、国連本部[379]
- 2021年3月25日、ニュージーランド、ウェリントン[380]
- 2021年6月12日、英国コーンウォール、G7サミット会場[381]。

#### TPLFに反対するか、連邦政府を支持するデモ
- 2021年3月10日、ワシントンDC、米国国務省[382]
- 2021年3月10〜11日、カナダ、トロントなど複数の都市[382]
- 2021年3月15日、スイス、ジュネーヴ。数百人のエチオピア人、エリトリア人が国連ビルの外で抗議[383]。
- 2021年4月29日、イタリア、ミラノ。28人のエチオピア人とエリトリア人が連邦政府を支持しデモ行進[384]。
- 2021年5月3日、ロンドン。エリトリア人とエチオピア人が連邦政府の行動を支援する「平和集会」に出席。[要出典]

- 2021年7月28日、連邦政府の支持者が米国デンバーのFSLMotorsで発砲。この企業はティグレ人により経営されていた[385]。